# Parc1 Tower
Parc 1 là khu phức hợp nhà chọc trời được xây dựng ở Yeouido-dong, Yeongdeungpo-gu, Seoul, Hàn Quốc. Kiến trúc sư người Anh Richard Rogers phụ trách thiết kế. Gồm 2 tòa nhà và một tòa khách sạn, Tháp A đã hoàn thành là tòa nhà cao 69 tầng, cao 333m và Tháp B đã hoàn thành là tòa nhà cao 53 tầng, cao 256m.

## Cơ sở vật chất
Đặc biệt, Tòa nhà A và B của Park One Tower được sử dụng làm văn phòng và được xây dựng ở vị trí đối diện với IFC Seoul và Gukje Finance-ro nên sau khi hoàn thành, Parc1 Mall và IFC Mall, Trung tâm Tài chính Quốc tế Seoul, sẽ cùng nhau tạo thành trung tâm Seoul, dự kiến sẽ trở thành trung tâm mua sắm thương mại tiêu biểu.
Ngoài ra, một khách sạn 30 tầng trên mặt đất sẽ được xây dựng dưới tên Yeouido Fairmont Hotel (tiếng Anh: Yeouido Fairmont Hotel), với tổng số 350 phòng,Trung tâm mua sắm chủ yếu là nơi chứa các cửa hàng đặc sản sang trọng và các công ty liên quan đến thời trang. Điều bất thường là trung tâm mua sắm sẽ được xây dựng 9 tầng trên mặt đất.

### Cơ sở vật chất nội bộ

#### Tòa nhà A
| Số tầng        | Cơ sở                              |
| -------------- | ---------------------------------- |
| Tầng 65 ~ 69   | Văn phòng                          |
| Tầng 57 ~ 64   | LG Energy Solution                 |
| Tầng 50 ~ 56   | Văn phòng                          |
| Tầng 48 ~ 49   | Sangsangin Investment & Securities |
| Tầng 47        | Văn phòng                          |
| Tầng 45 ~ 46   | Coinone                            |
| Tầng 22 ~ 44   | Văn phòng                          |
| Tầng 13 ~ 21   | HMM                                |
| Tầng 2 ~ 12    | Văn phòng                          |
| Tầng 1         | Sảnh                               |
| Tầng hầm 8 ~ 1 | Bãi đỗ xe ngầm                     |

#### Tòa nhà B
| Số tầng        | Cơ sở                      |
| -------------- | -------------------------- |
| Tầng 49 ~ 53   | Văn phòng                  |
| Tầng 47 ~ 48   | Laon Secure                |
| Tầng 8 ~ 46    | Văn phòng                  |
| Tầng 7         | NH Investment & Securities |
| Tầng 3 ~ 6     | Văn phòng                  |
| Tầng 2         | NH Investment & Securities |
| Tầng 1 ~ 53    | Sảnh                       |
| Tầng hầm 8 ~ 1 | Bãi đỗ xe ngầm             |

## Văn hóa đại chúng

### Phim truyền hình
- 2018 SBS TV
- 2019 KBS 2TV My Fellow Citizens!
- 2019 POWER MOVIE Nam và Bắc
- 2019 tvN Tổng Thống 60 Ngày
- 2020 tvN Money Game
- 2021 SBS Penthouse 2
- 2022 JTBC Cậu út nhà tài phiệt
- 2022 ENA Nữ luật sư kỳ lạ Woo Young Woo

### Phim
- 2019 - Money
- 2020 - Bán đảo Peninsula
- 2022 - Cyber Hell: Exposing An Internet Horror

## Thư viện

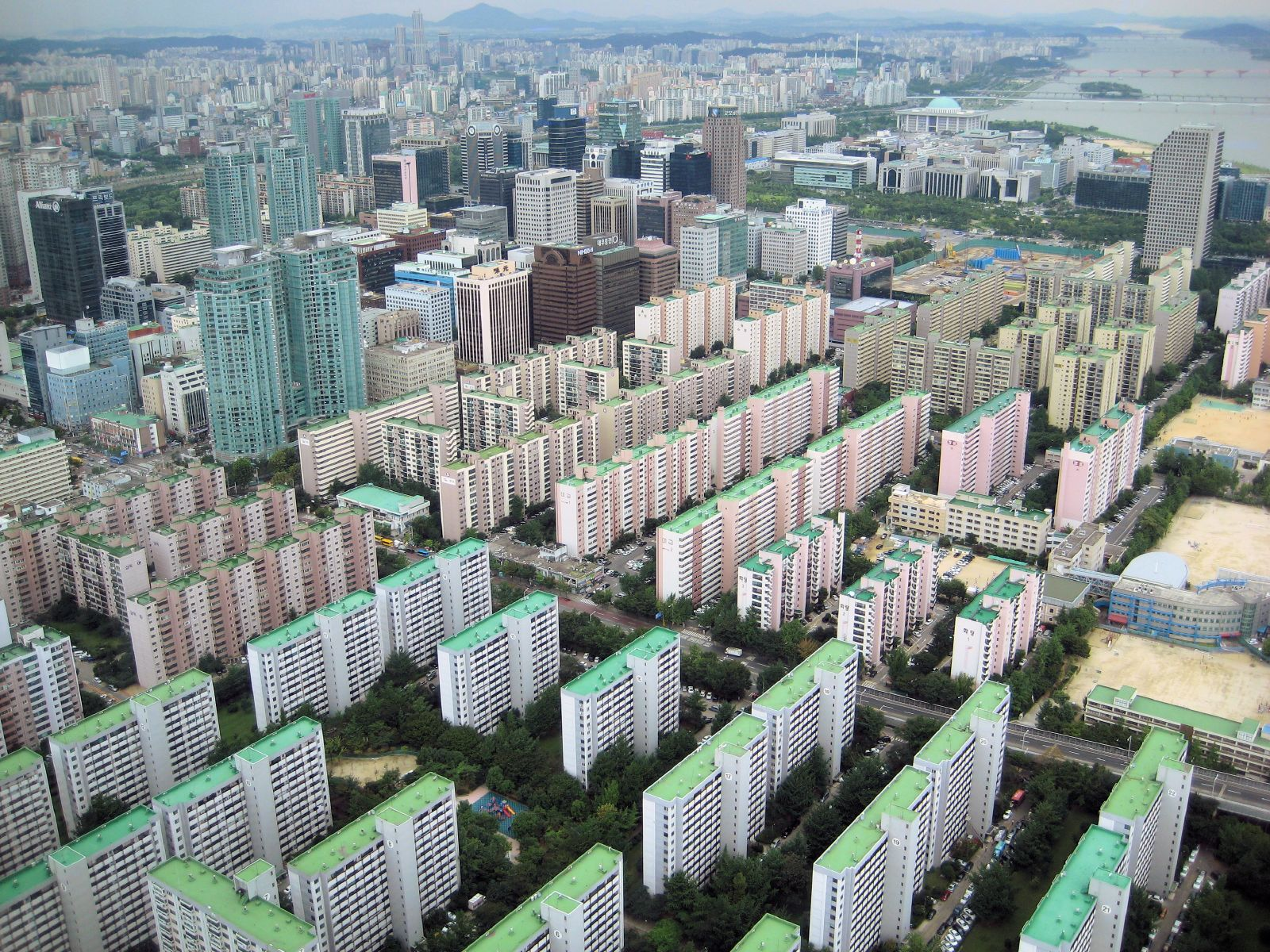
Ngày 30 tháng 8 năm 2007. Tòa nhà MBC trung tâm
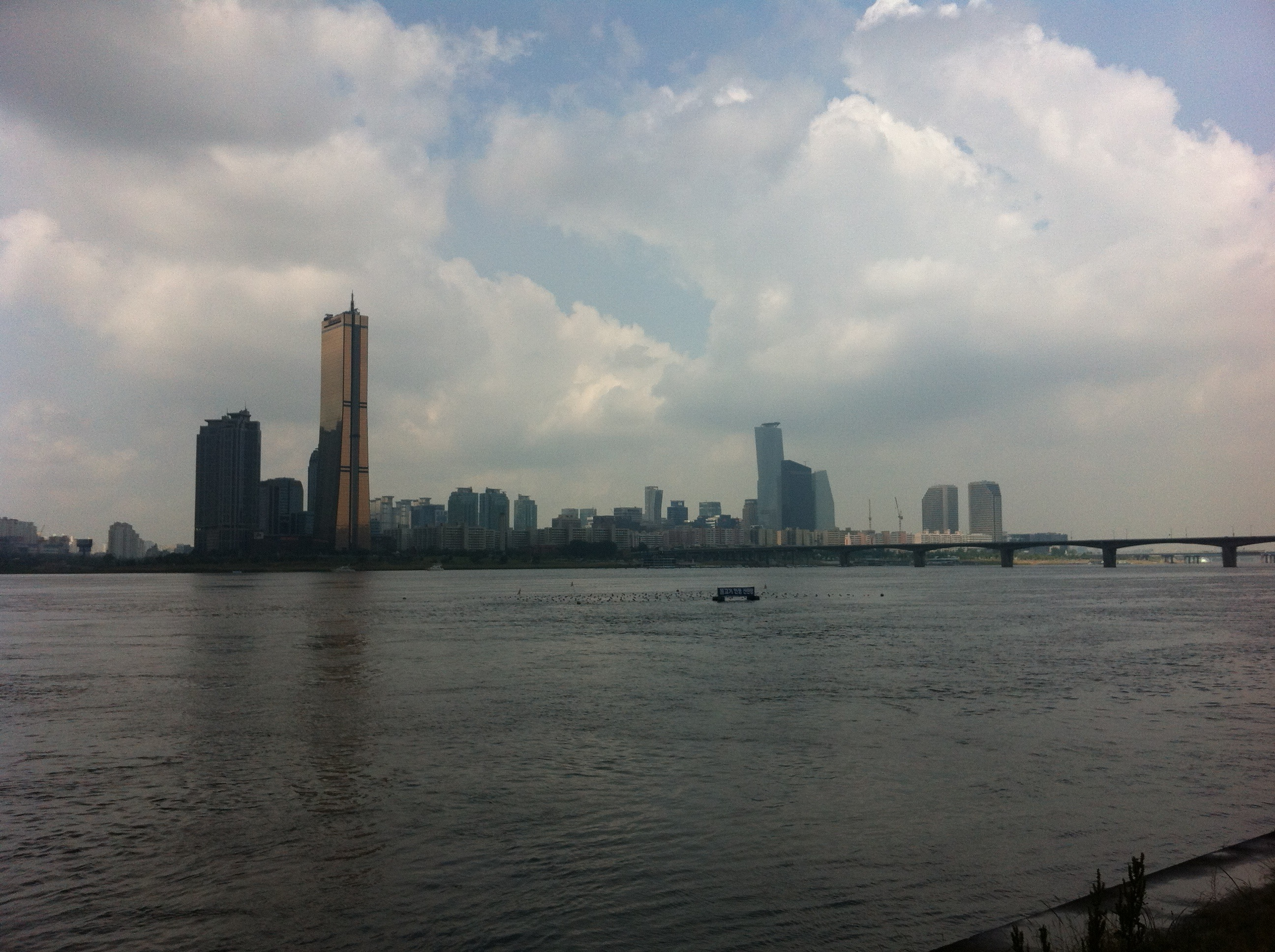
Ngày 5 tháng 6 năm 2012
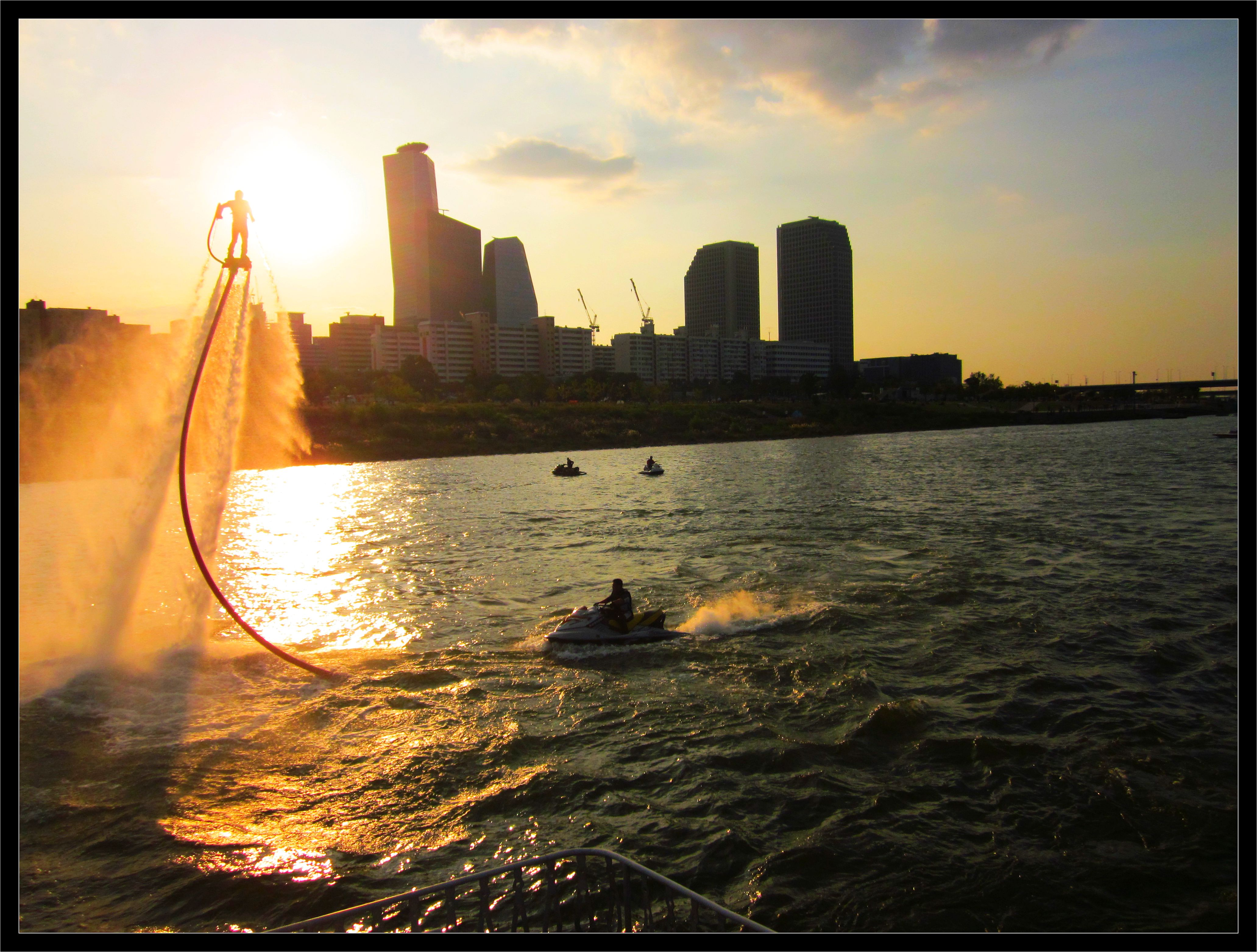
Ngày 1 tháng 10 năm 2012
Ngày 17 tháng 5 năm 2013
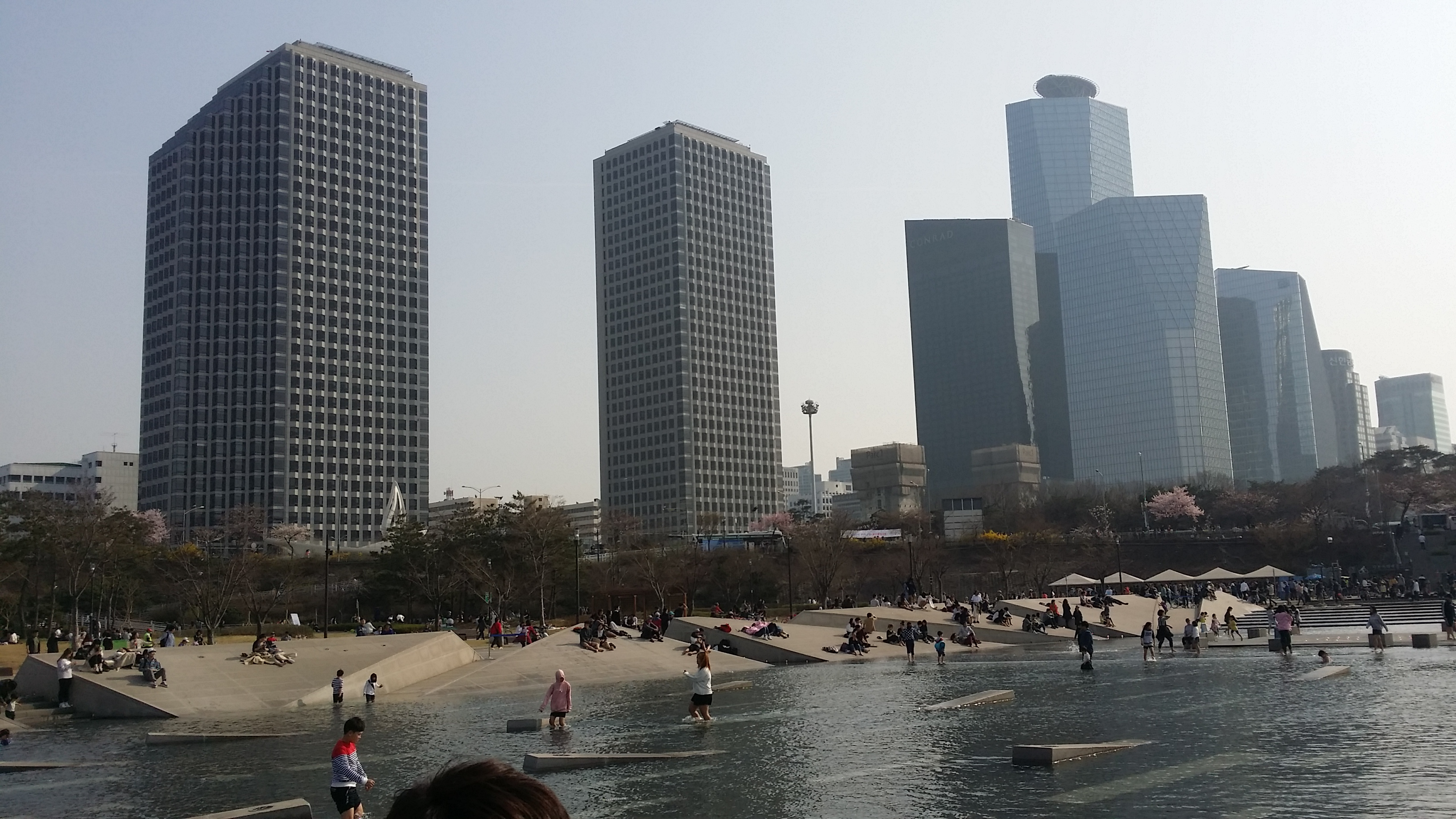
Ngày 2 tháng 4 năm 2016
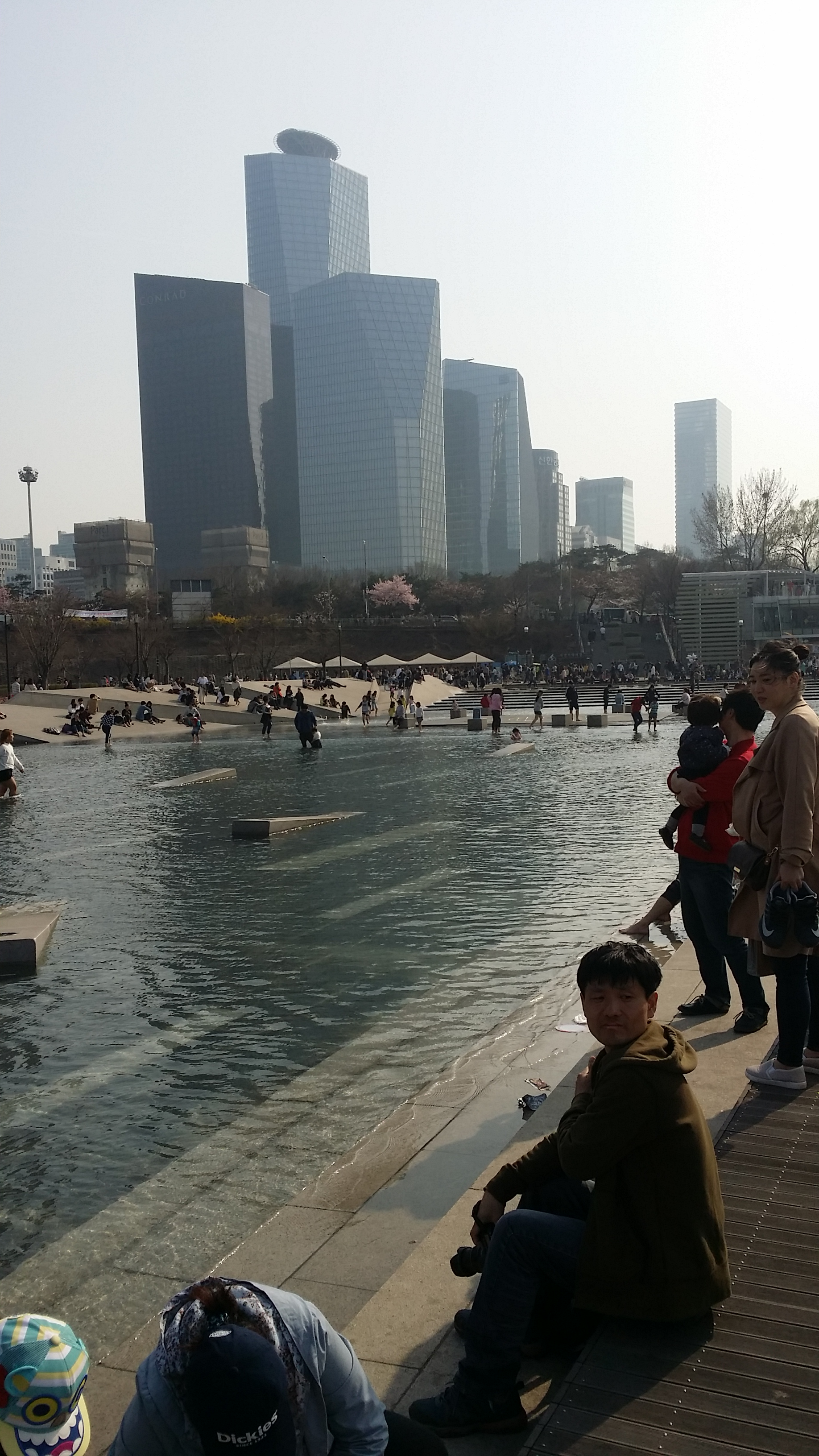
Ngày 2 tháng 4 năm 2016
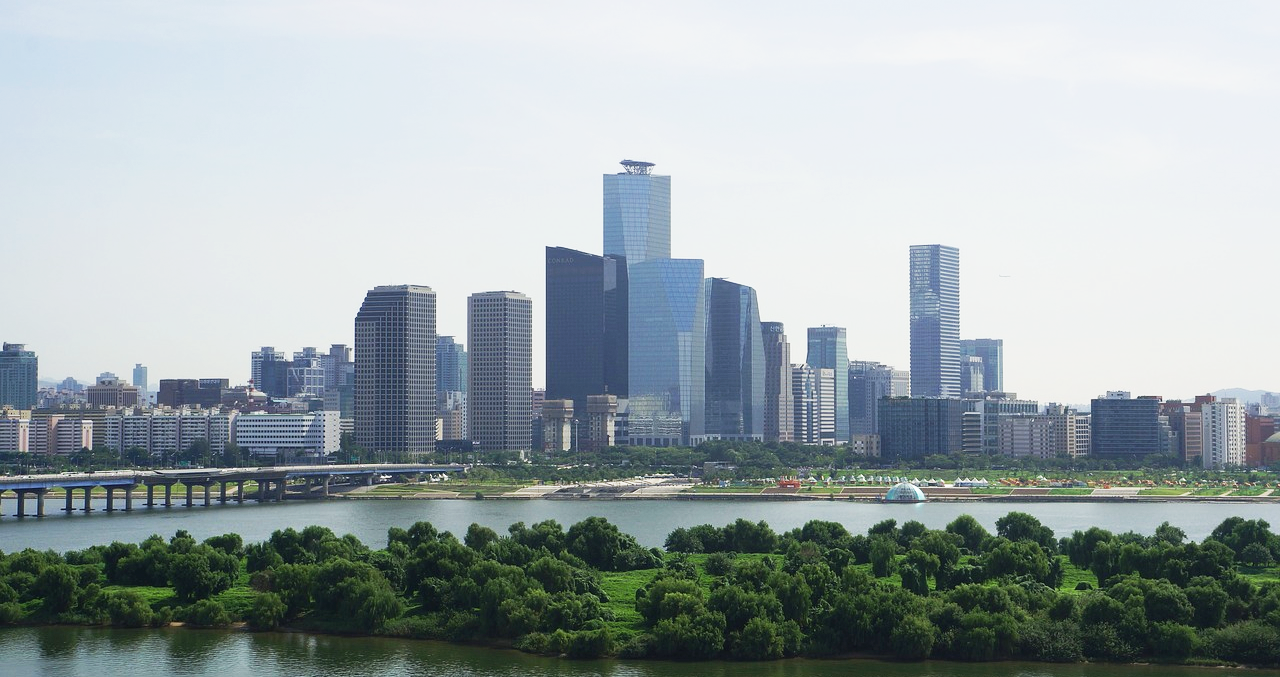
Ngày 10 tháng 8 năm 2016
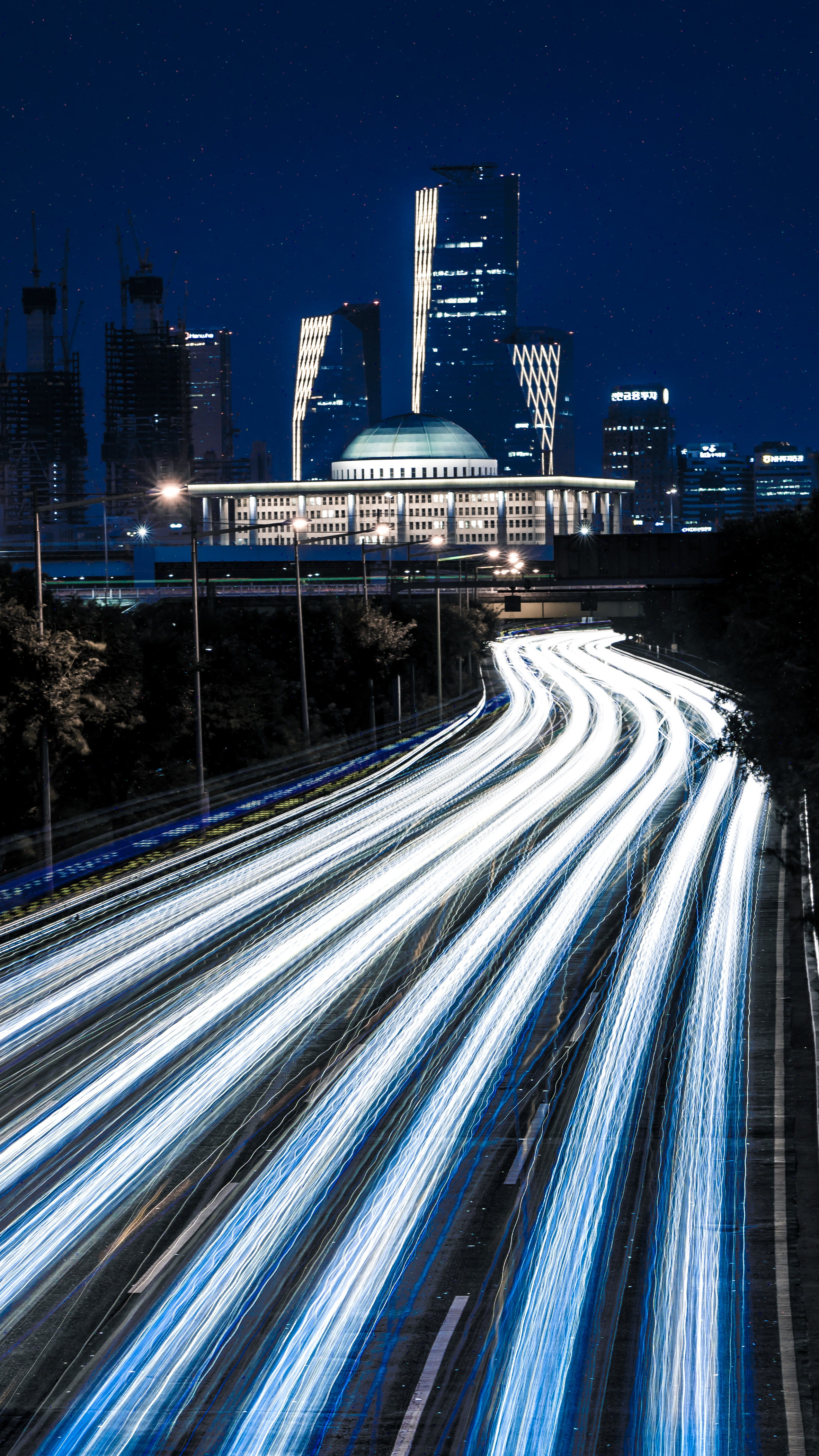
Ngày 5 tháng 8 năm 2018 (Tòa nhà đang được xây dựng ở bên trái Tòa nhà Quốc hội và Trung tâm Tài chính Quốc tế Seoul là Parc1.)
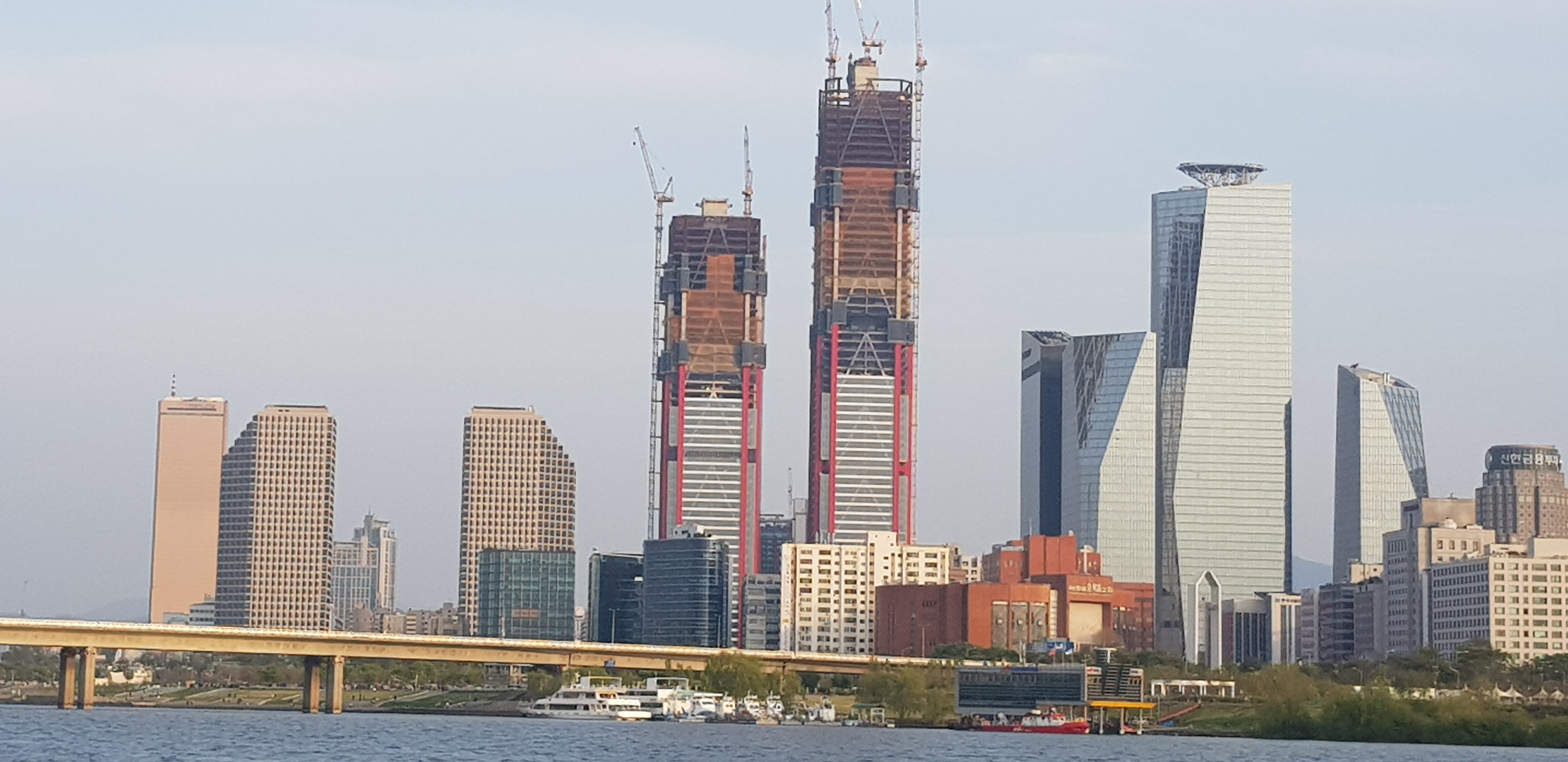
Ngày 21 tháng 4 năm 2019
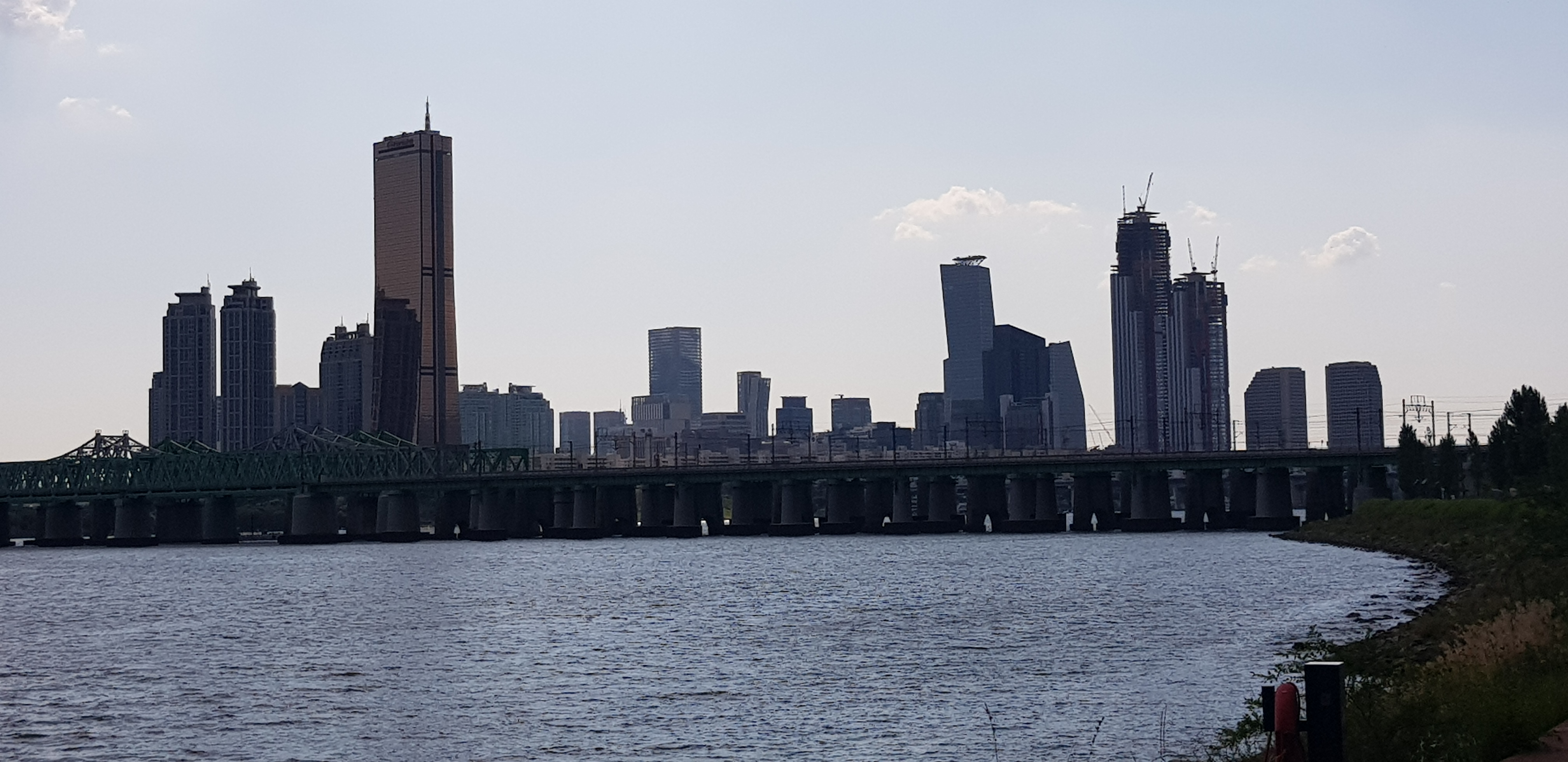
Ngày 23 tháng 6 năm 2019
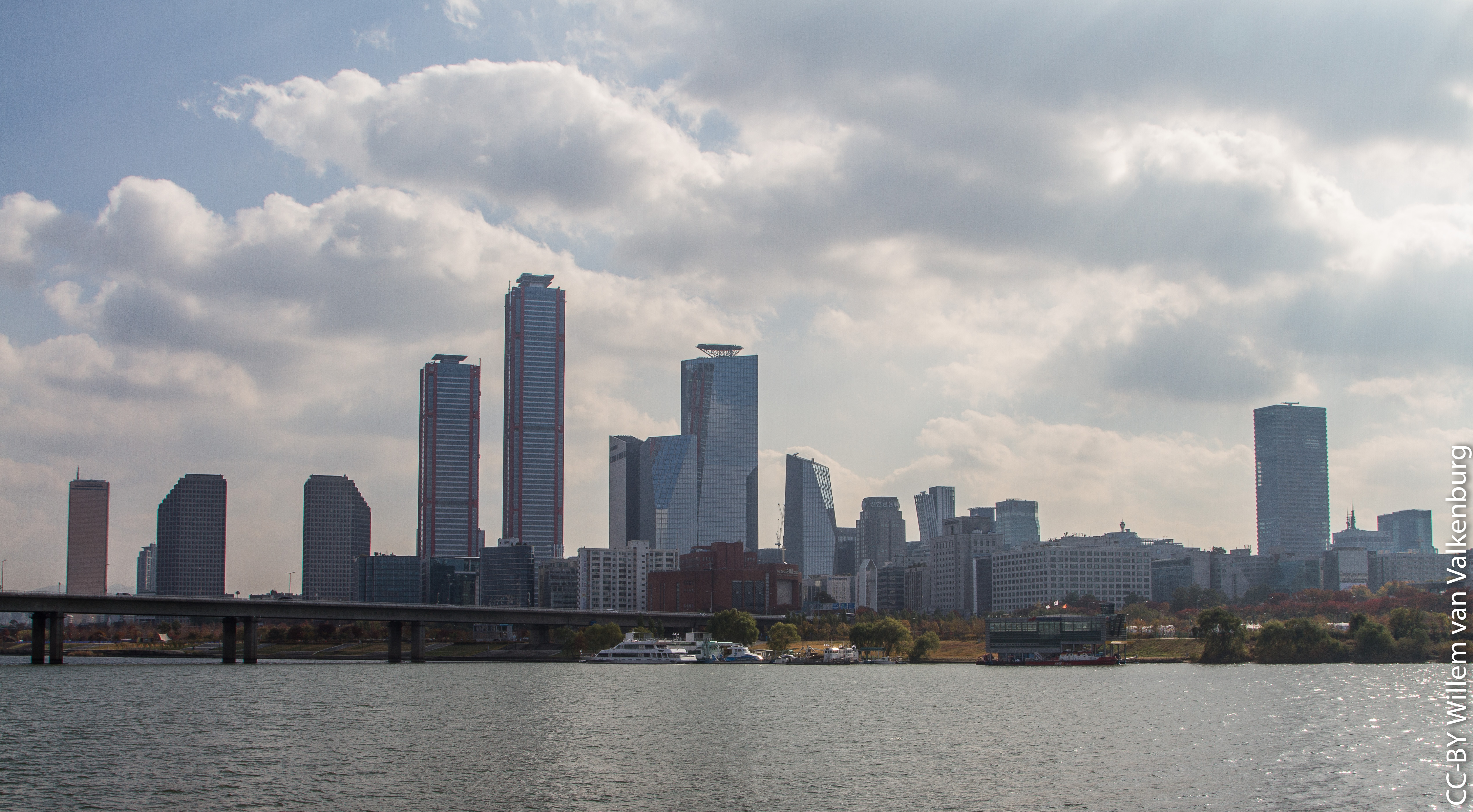
Ngày 11 tháng 11 năm 2019
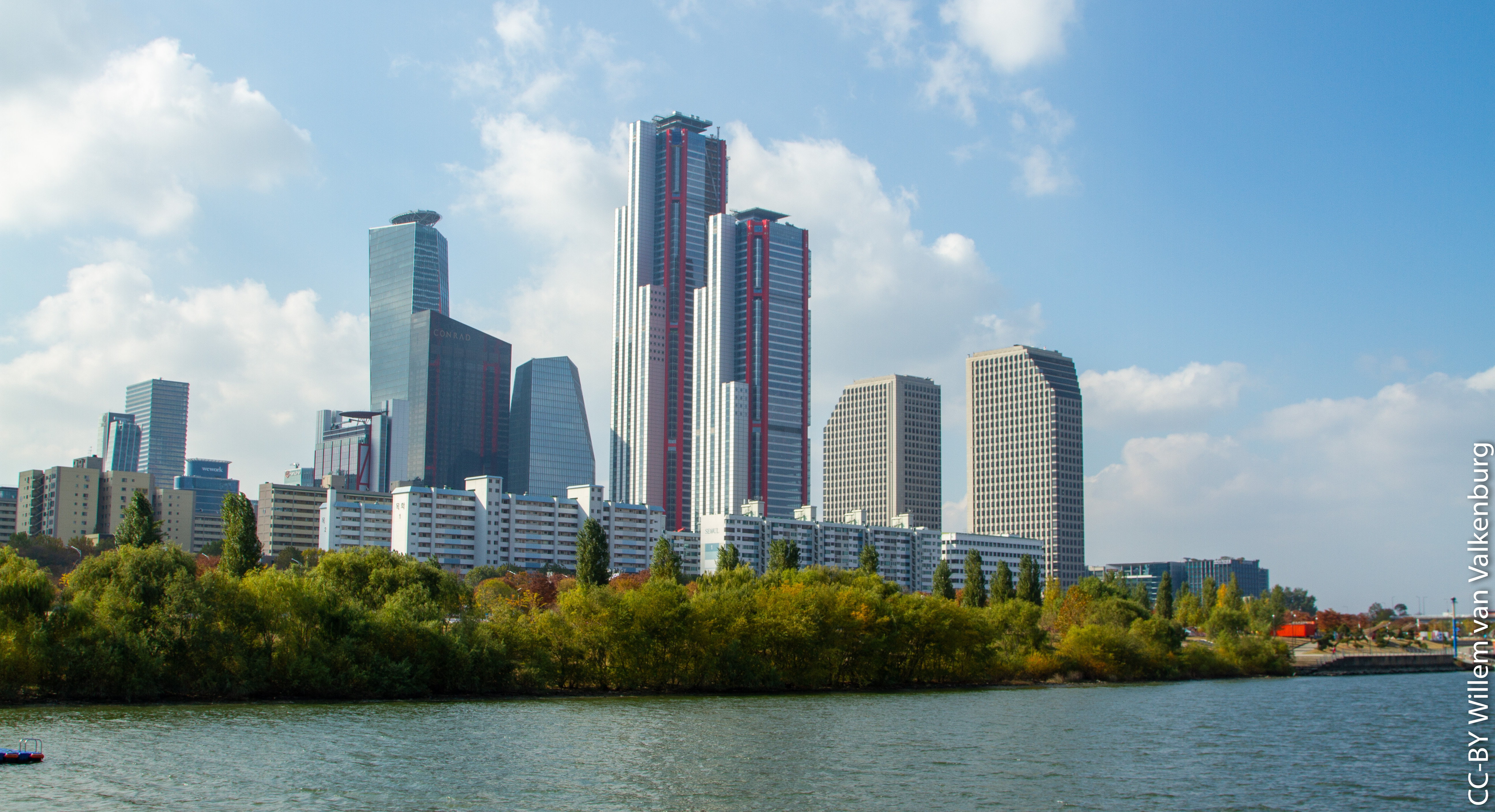
Ngày 11 tháng 11 năm 2019
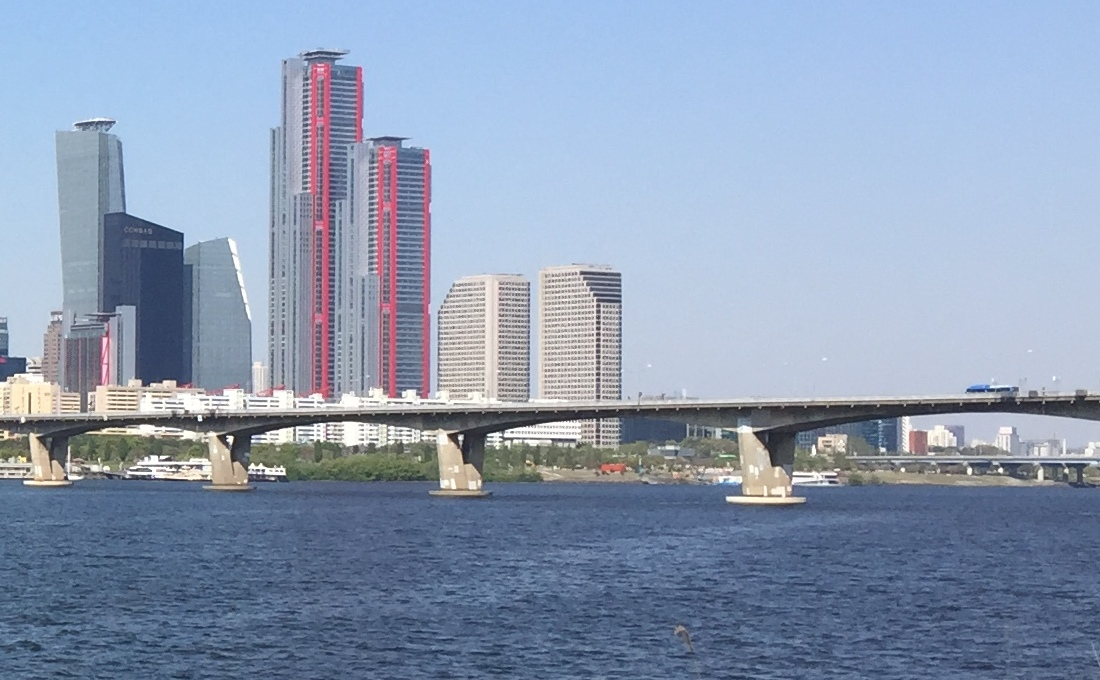
Ngày 26 tháng 4 năm 2020
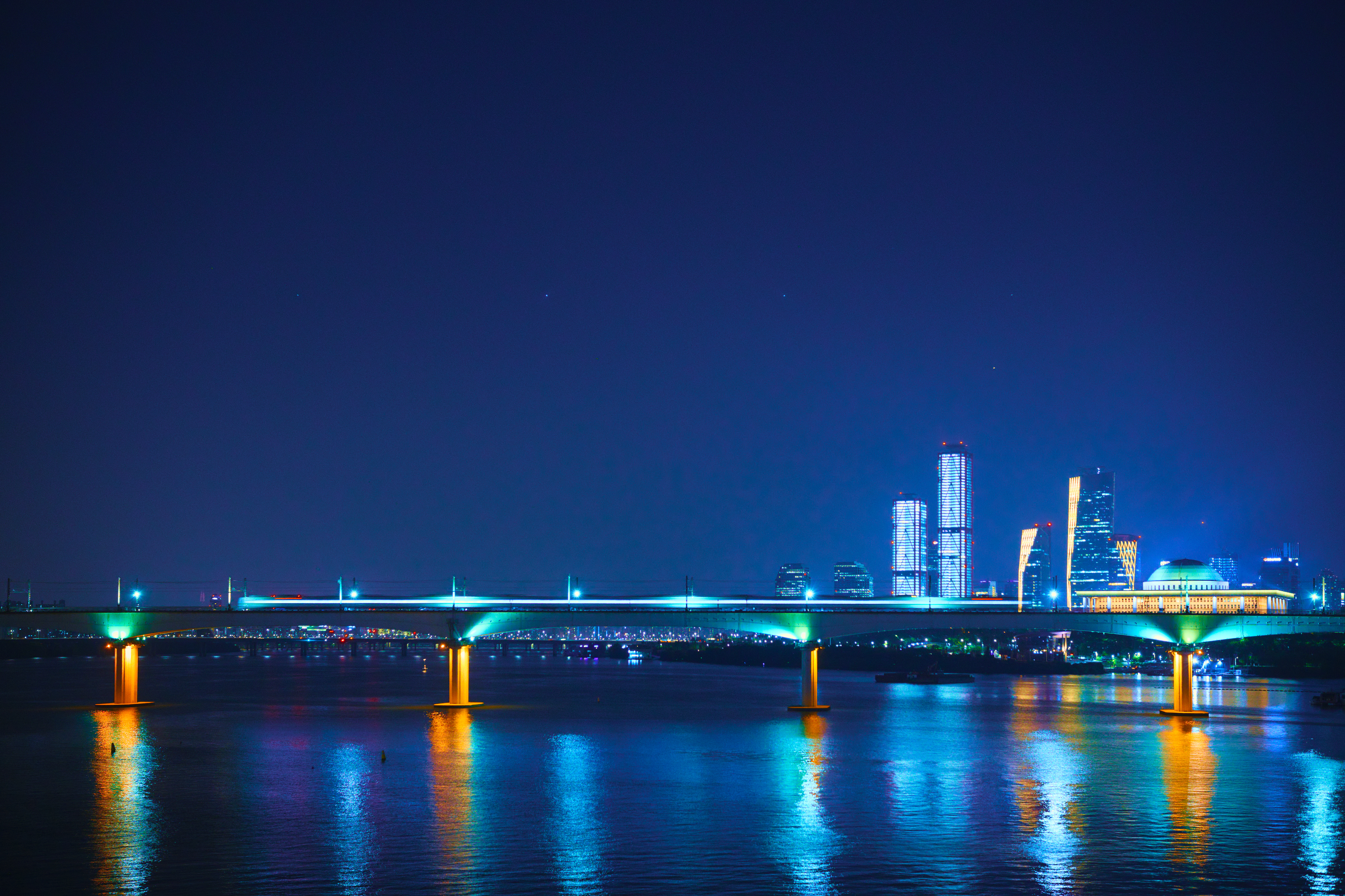
Ngày 28 tháng 6 năm 2020
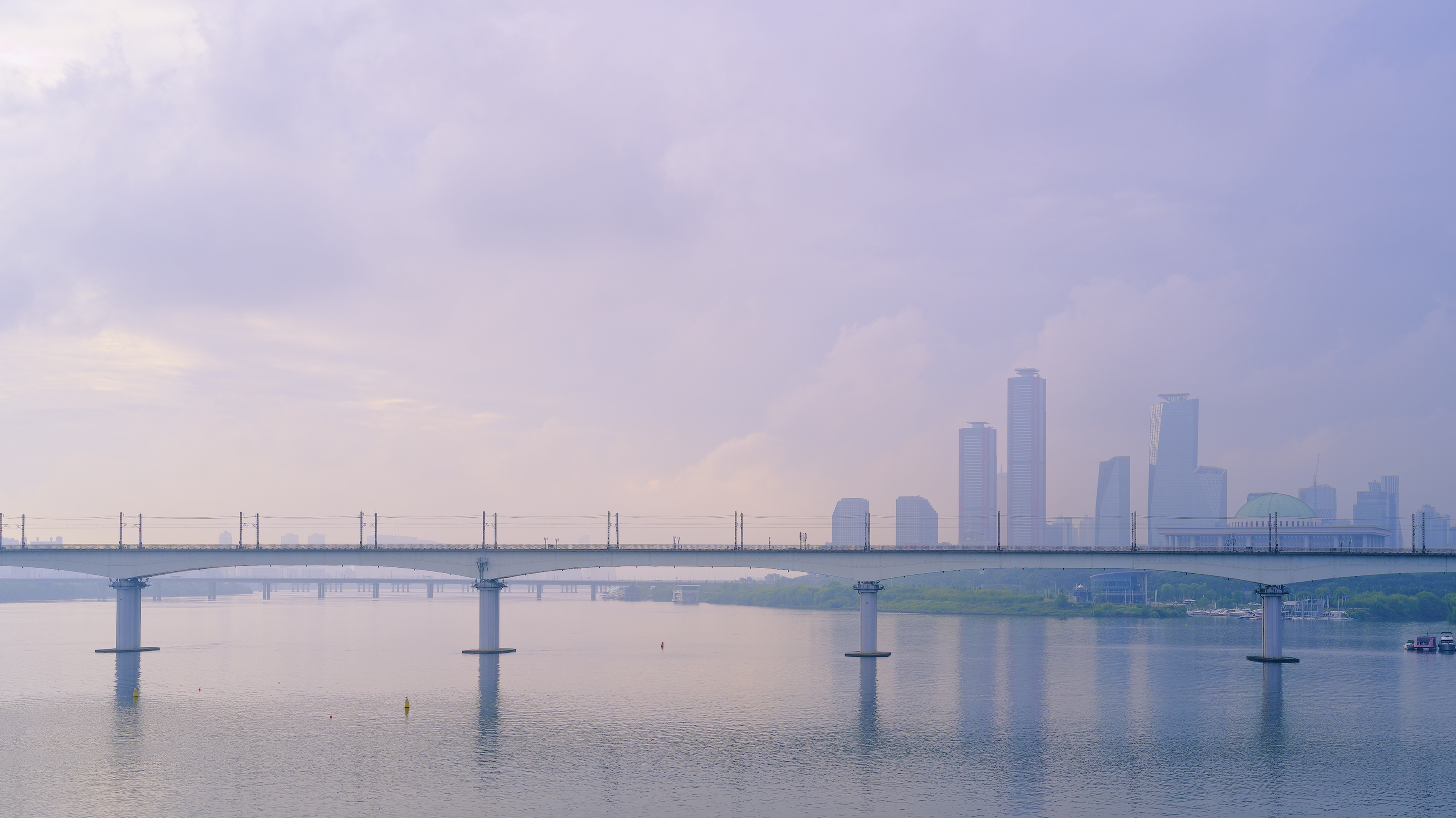
Ngày 3 tháng 7 năm 2020
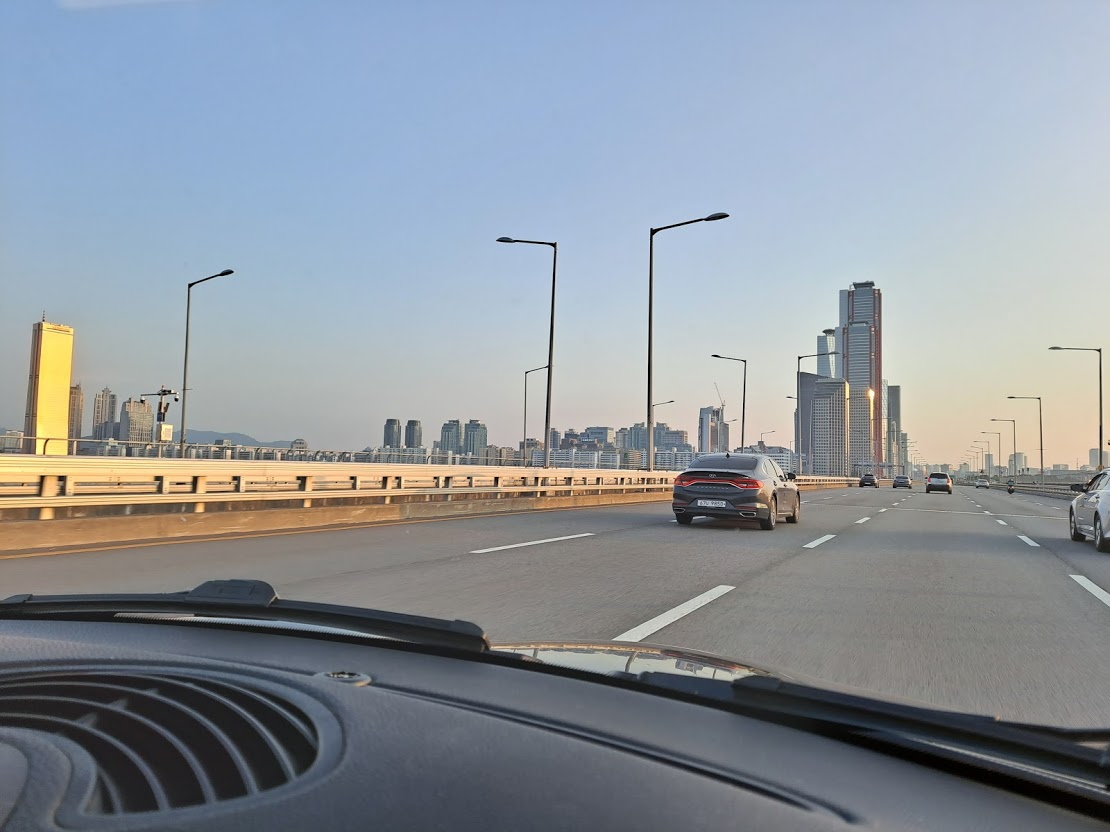
Ngày 14 tháng 7 năm 2020
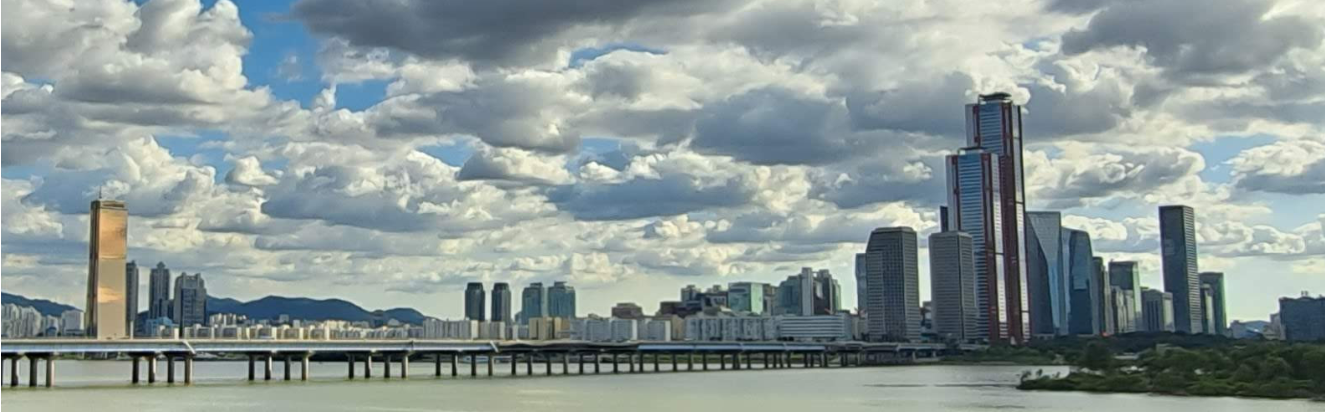
Ngày 12 tháng 9 năm 2020
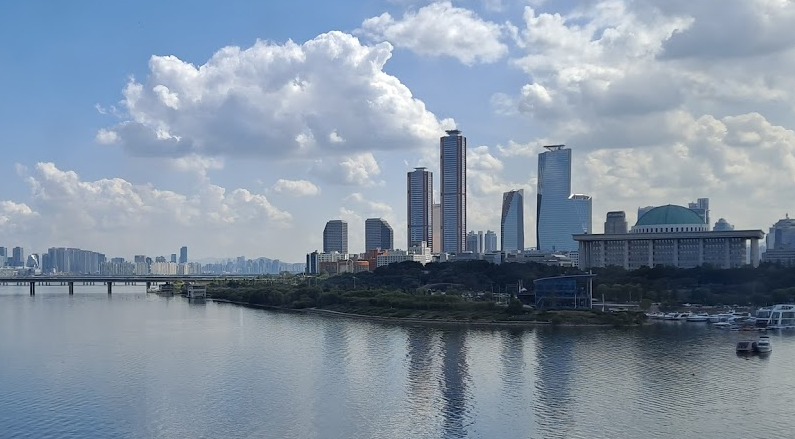
Ngày 18 tháng 1 năm 2021
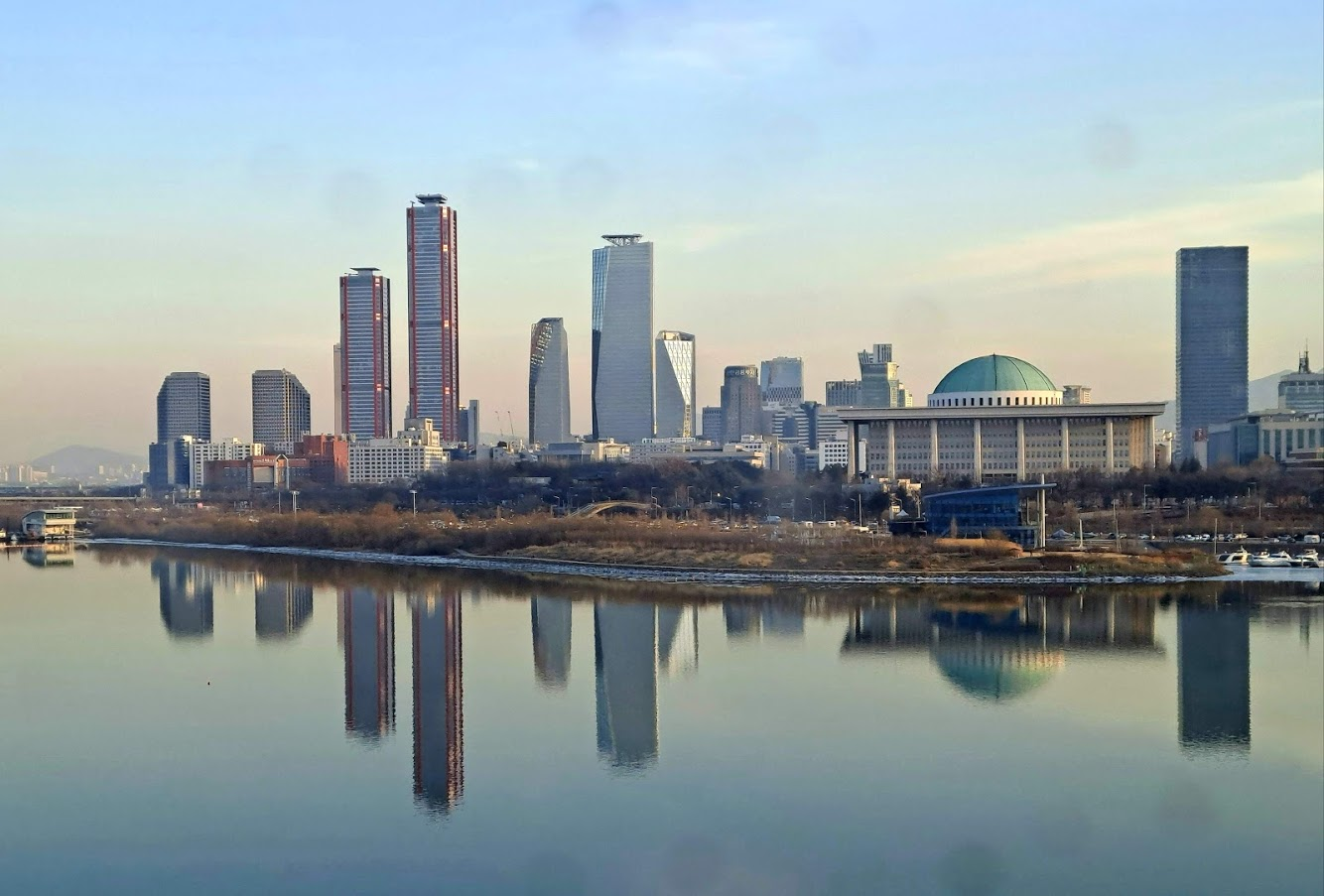
Ngày 22 tháng 1 năm 2021
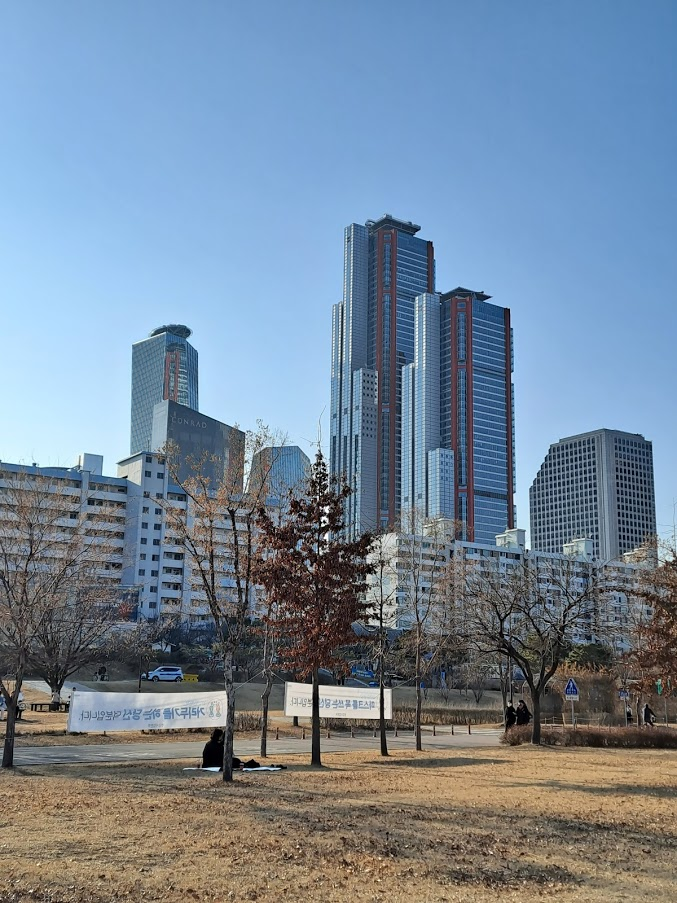
Ngày 24 tháng 1 năm 2021
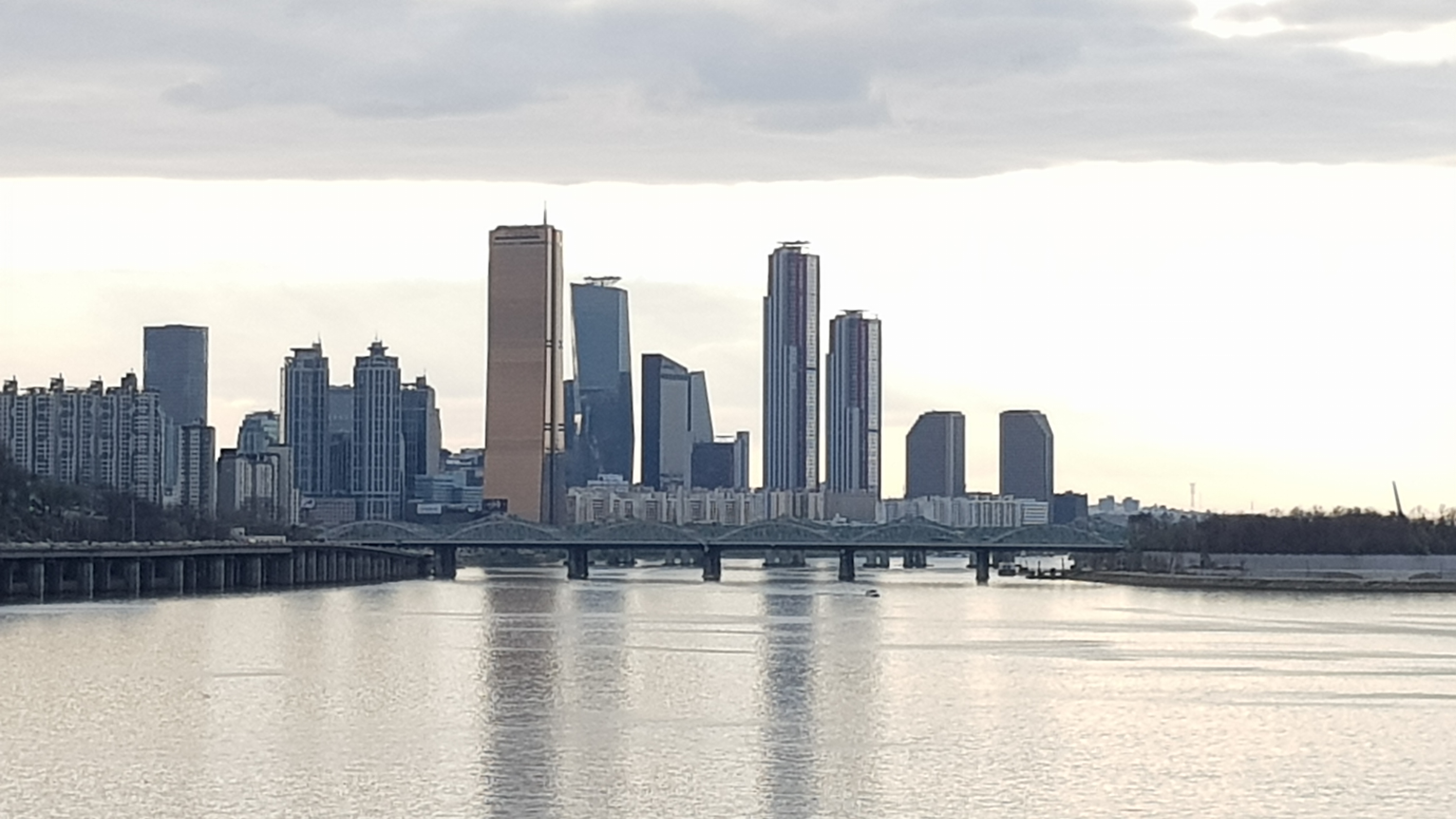
Ngày 4 tháng 4 năm 2021
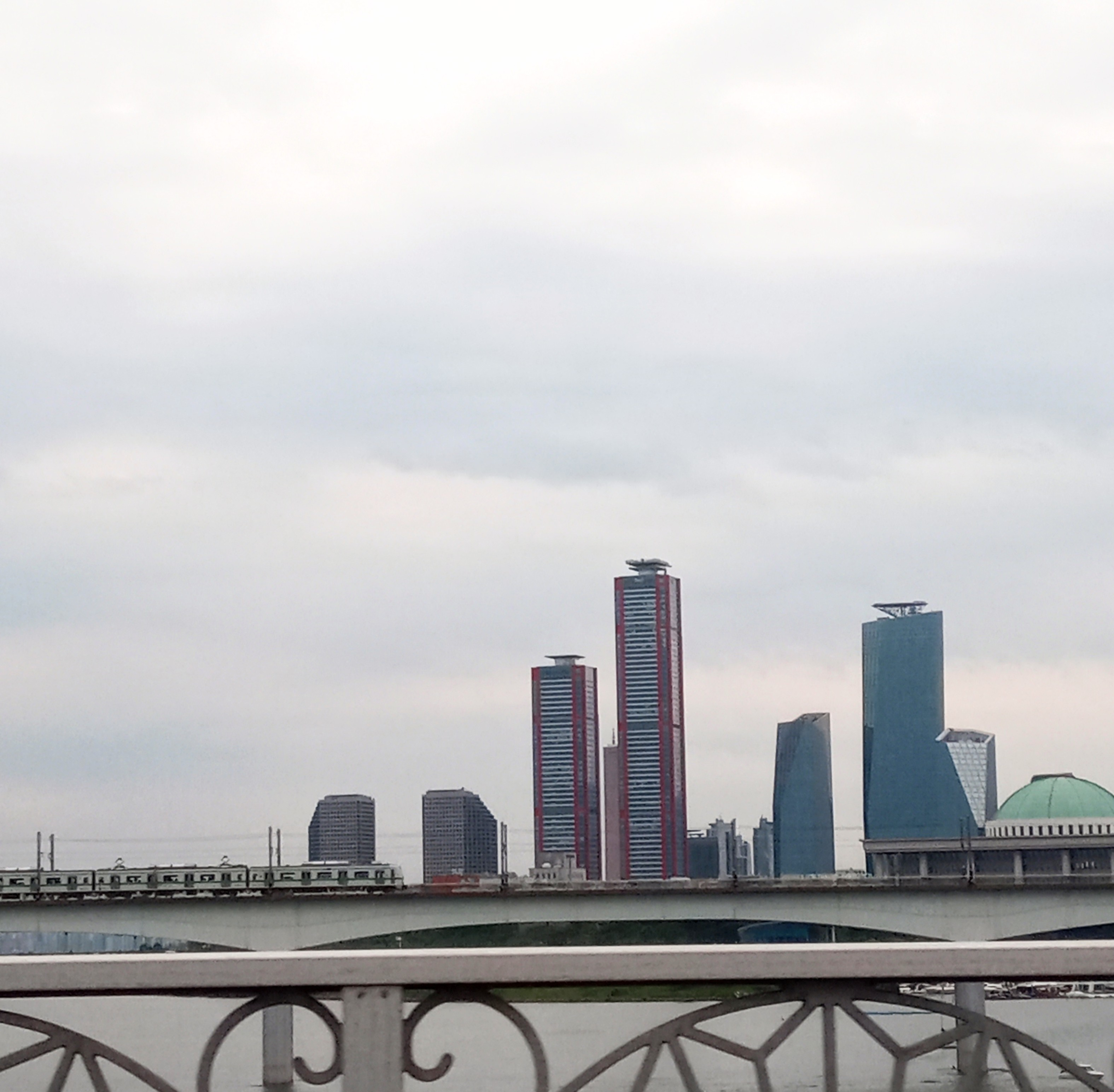
Ngày 29 tháng 5 năm 2021
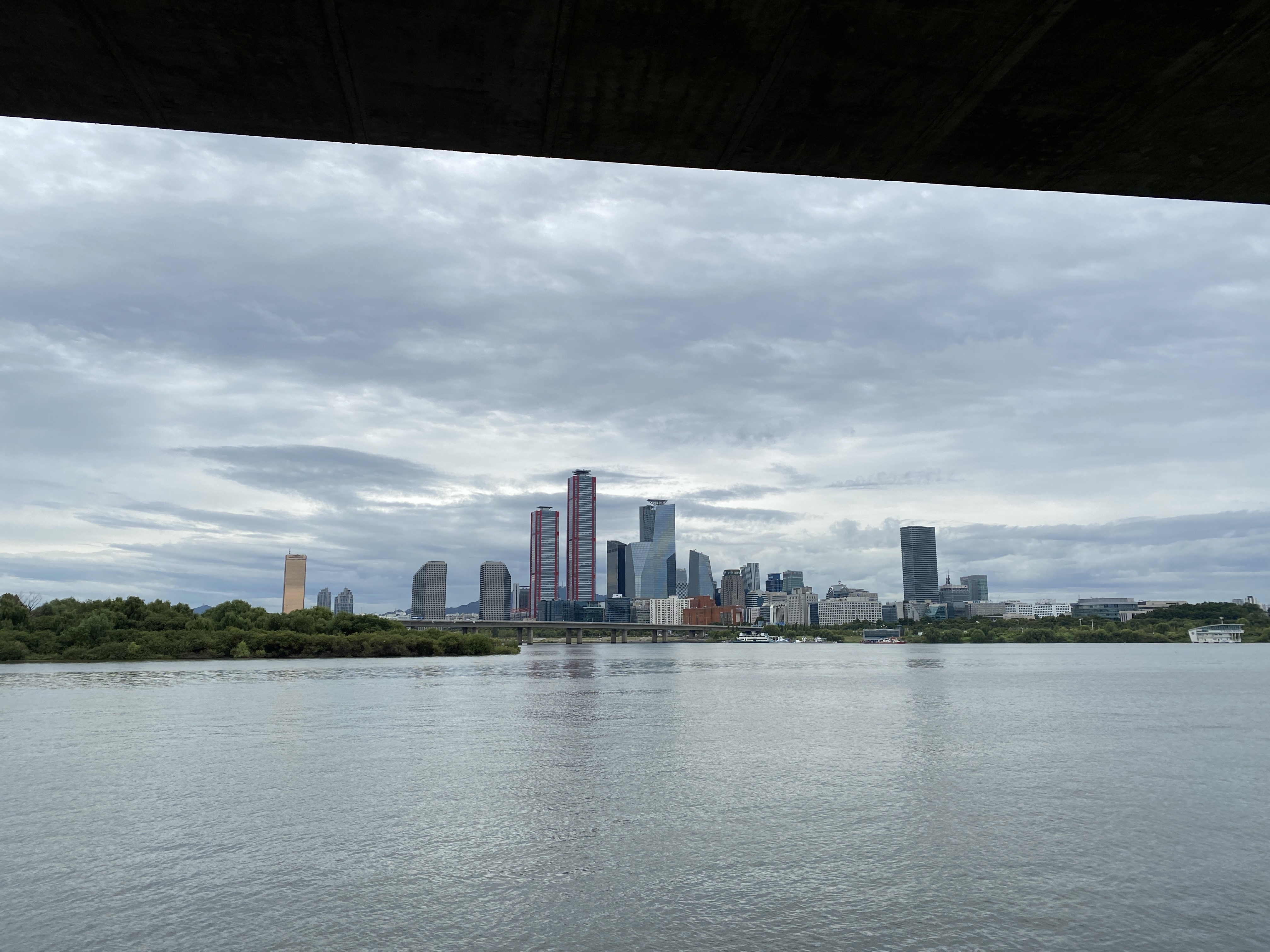
Ngày 25 tháng 9 năm 2021
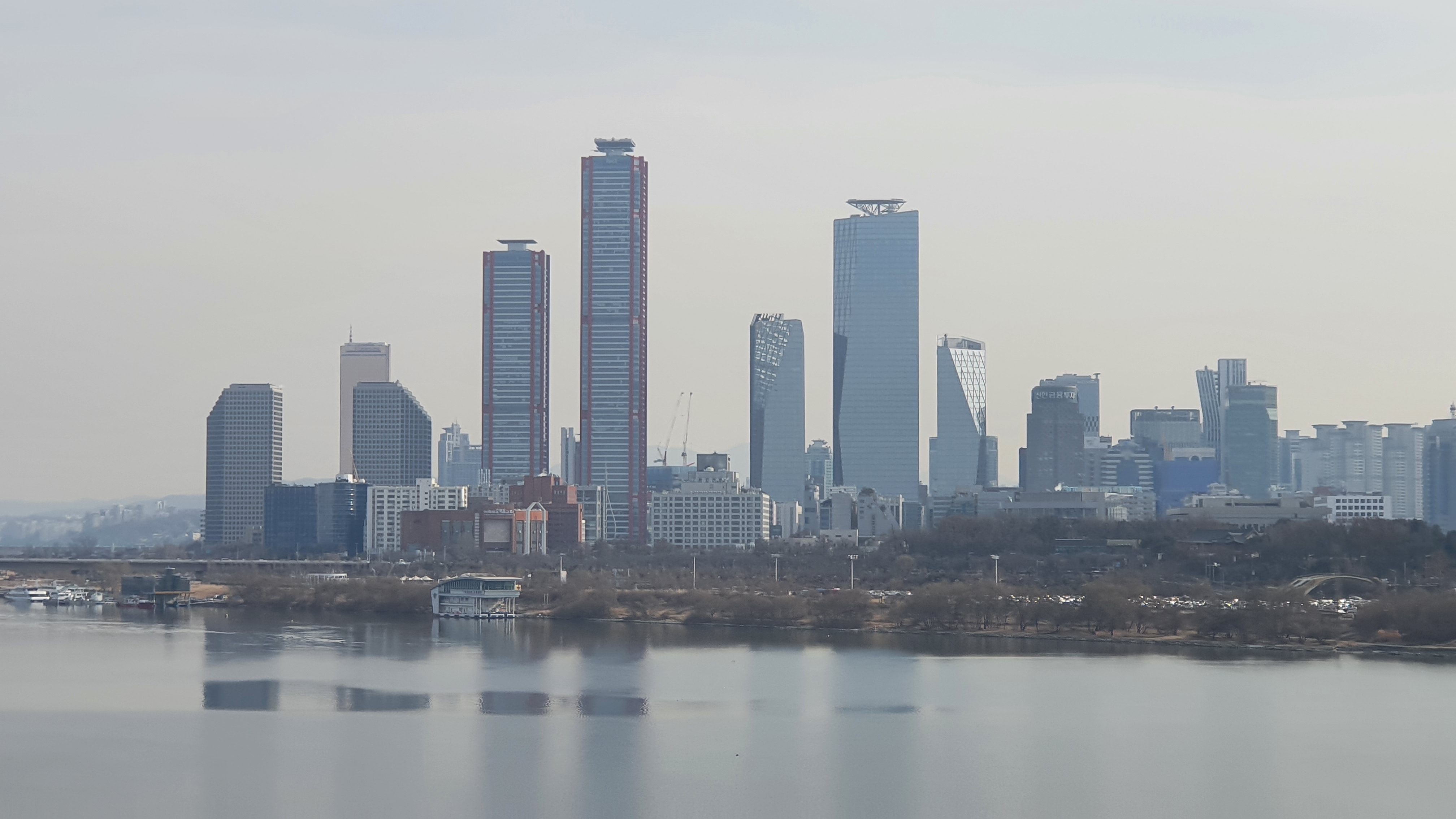
Ngày 9 tháng 2 năm 2022
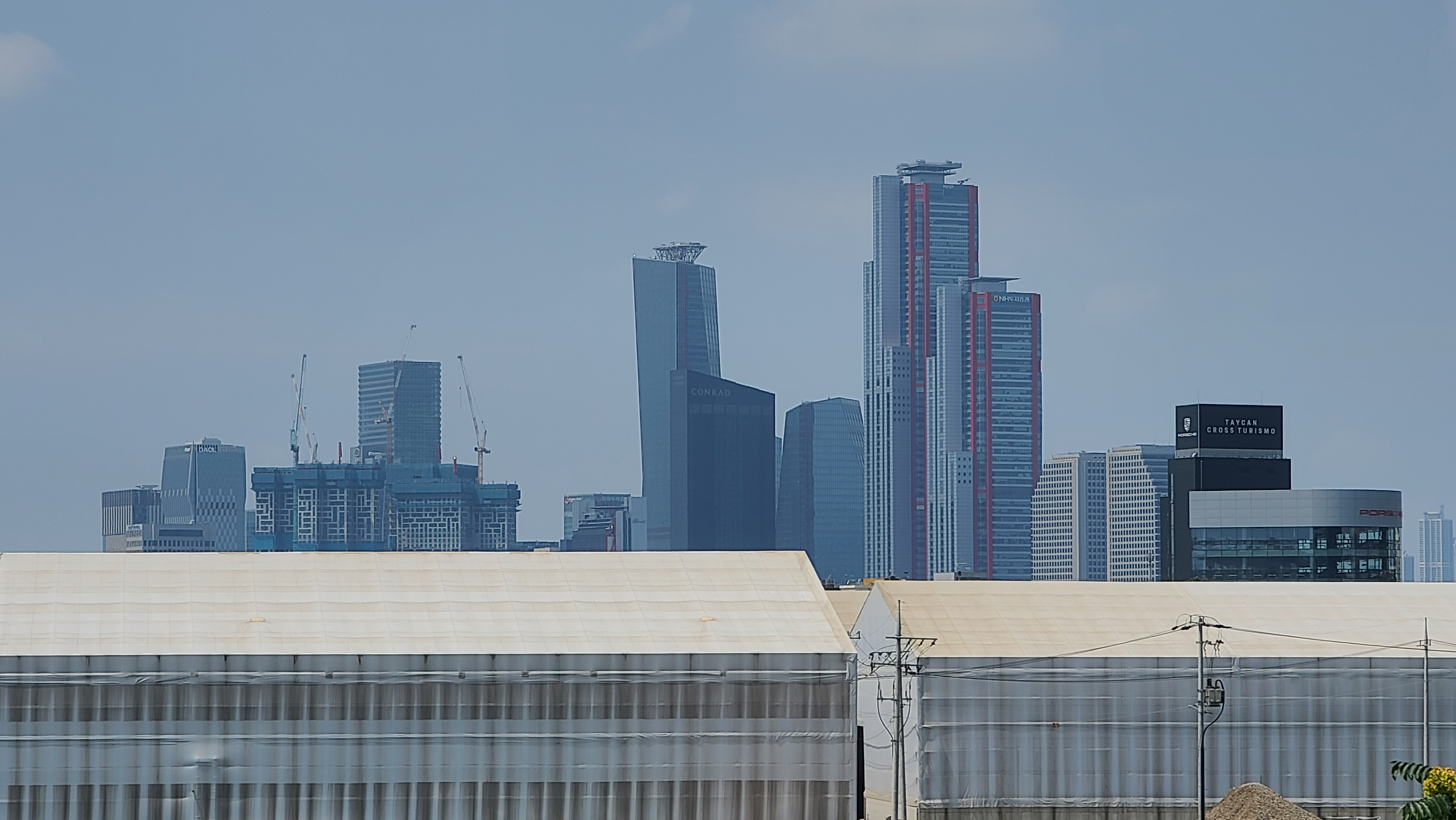
Ngày 28 tháng 7 năm 2022
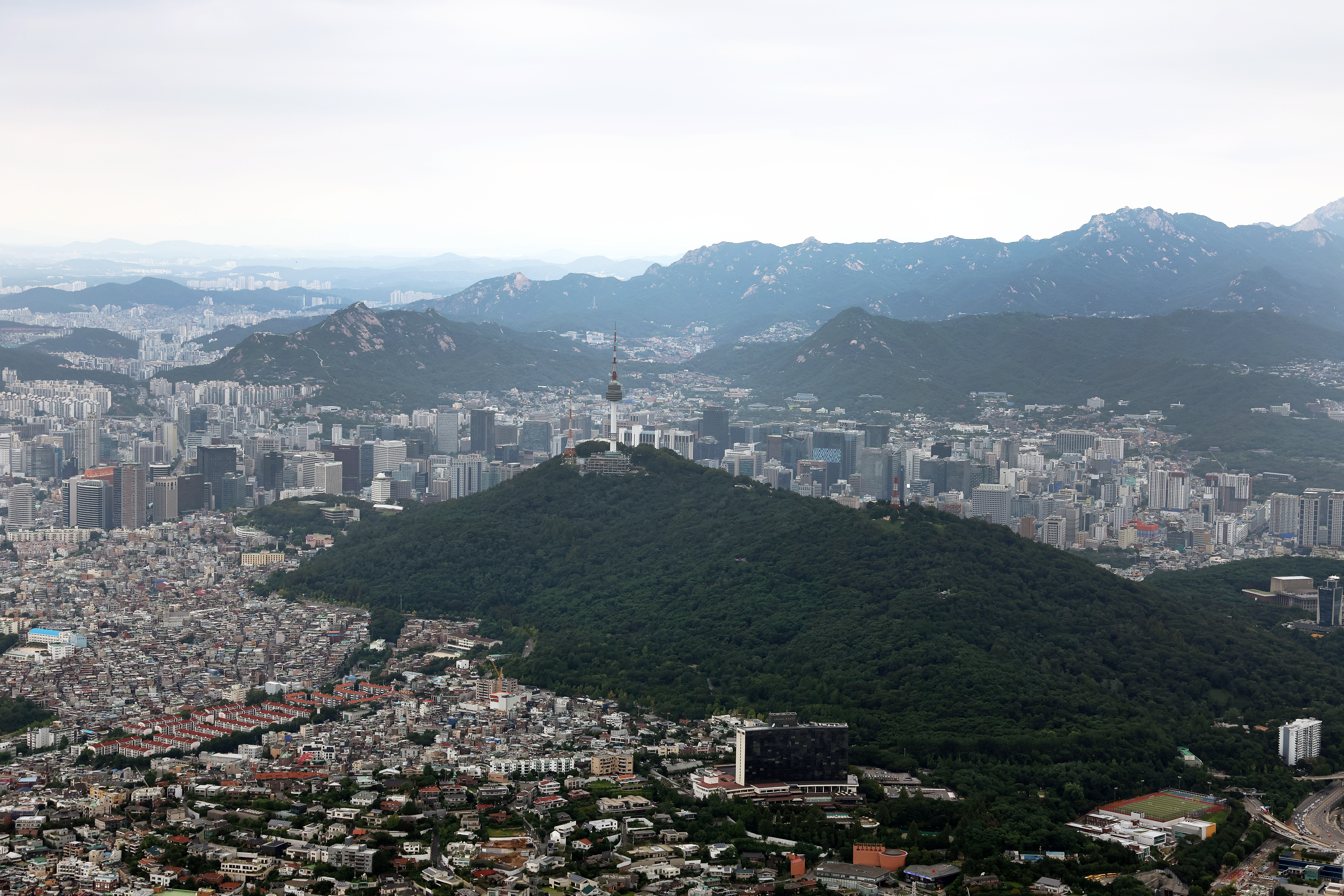
Ngày 24 tháng 8 năm 2022
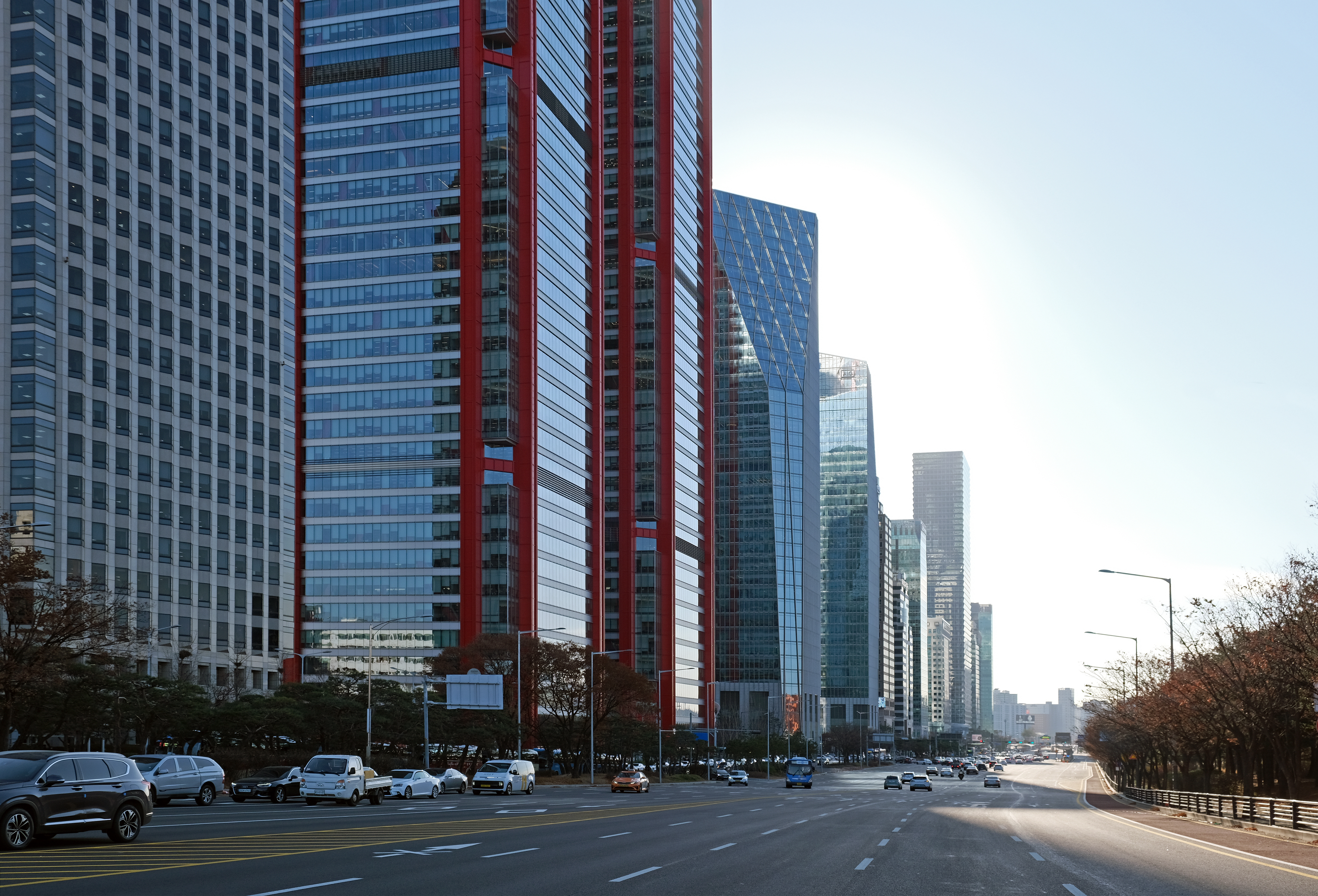
Ngày 1 tháng 11 năm 2022
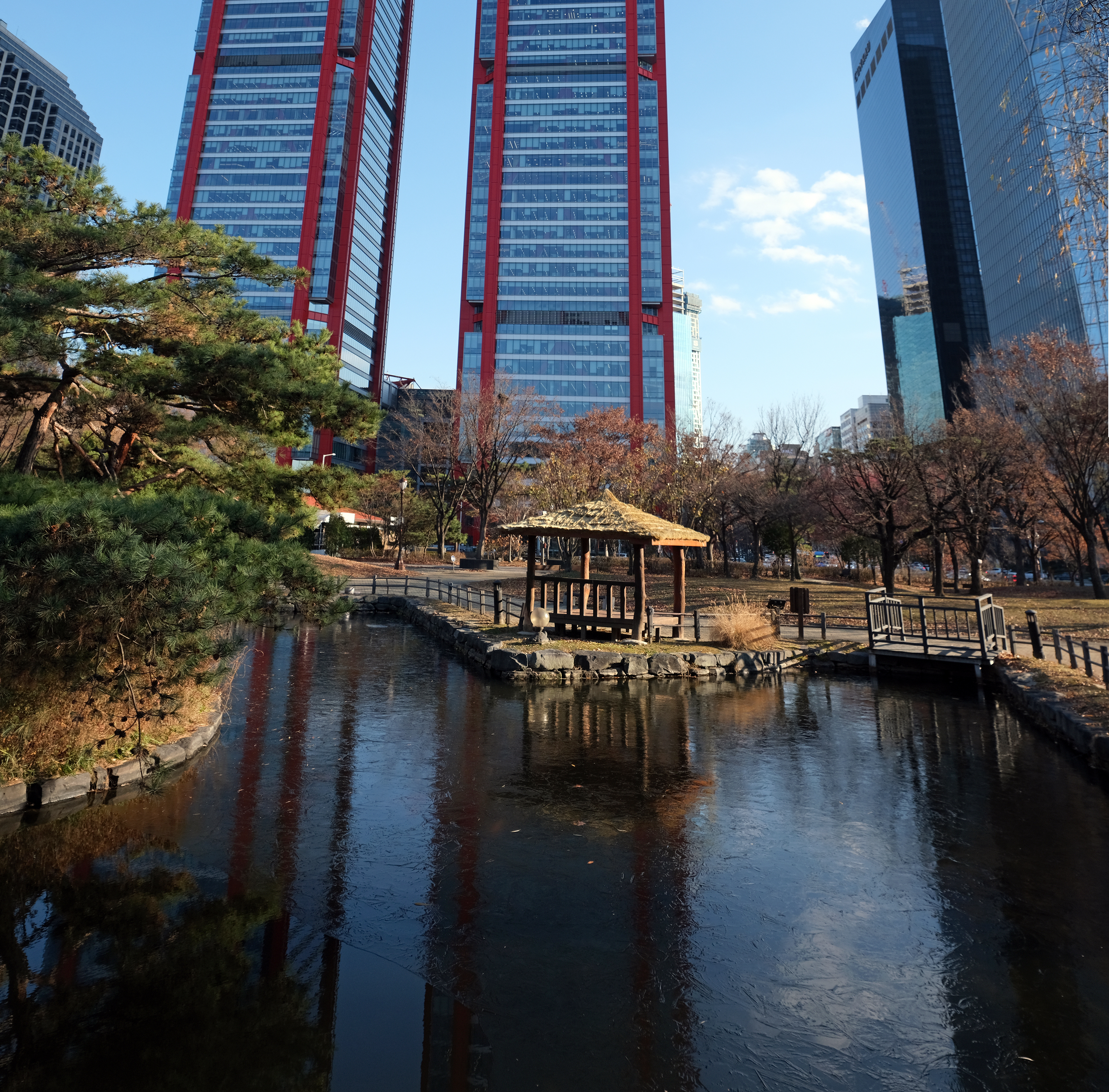
Ngày 1 tháng 11 năm 2022
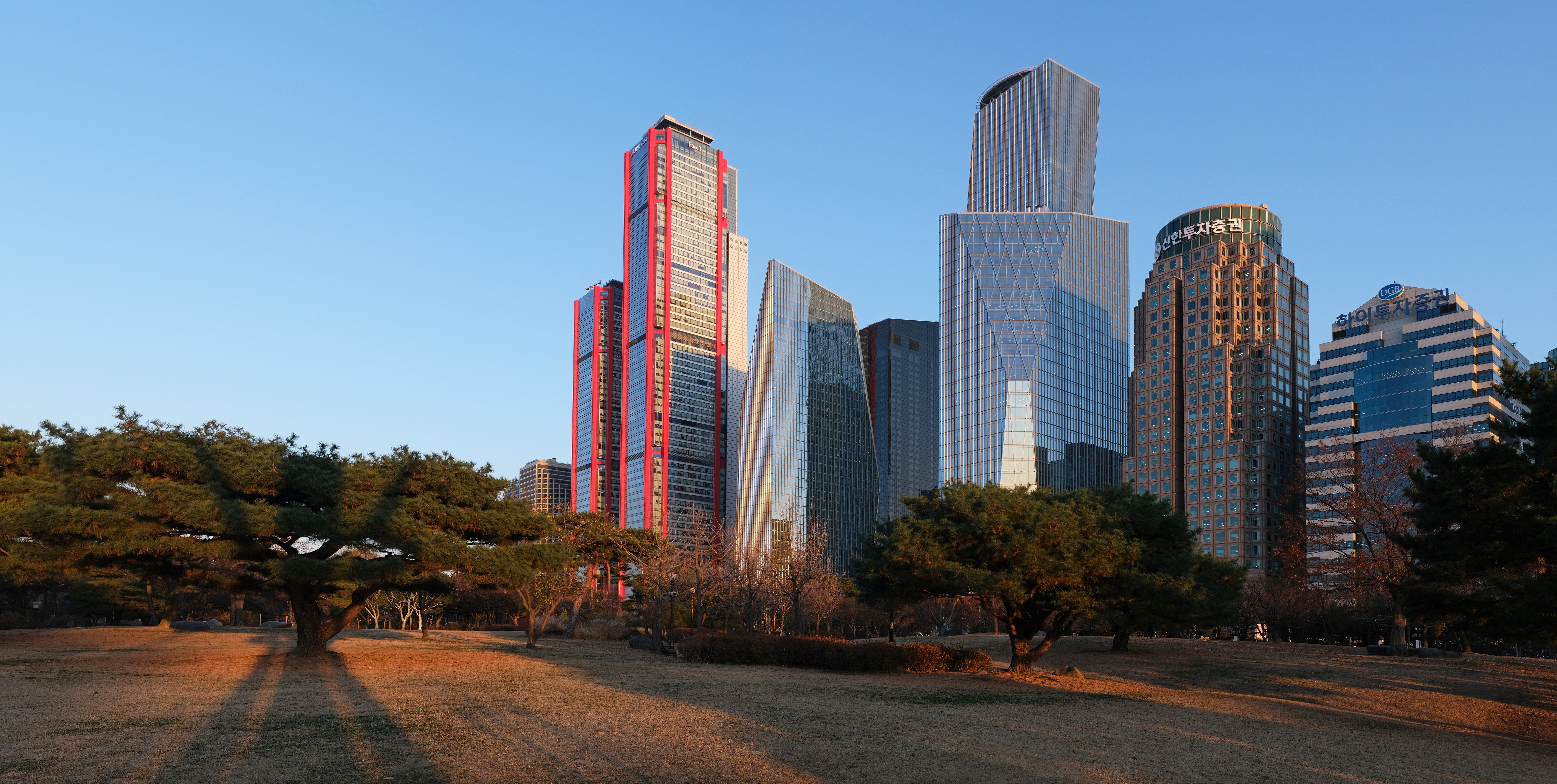
Ngày 1 tháng 11 năm 2022
Ngày 1 tháng 11 năm 2022Ngày 1 tháng 11 năm 2022
Ngày 1 tháng 11 năm 2022Ngày 1 tháng 11 năm 2022
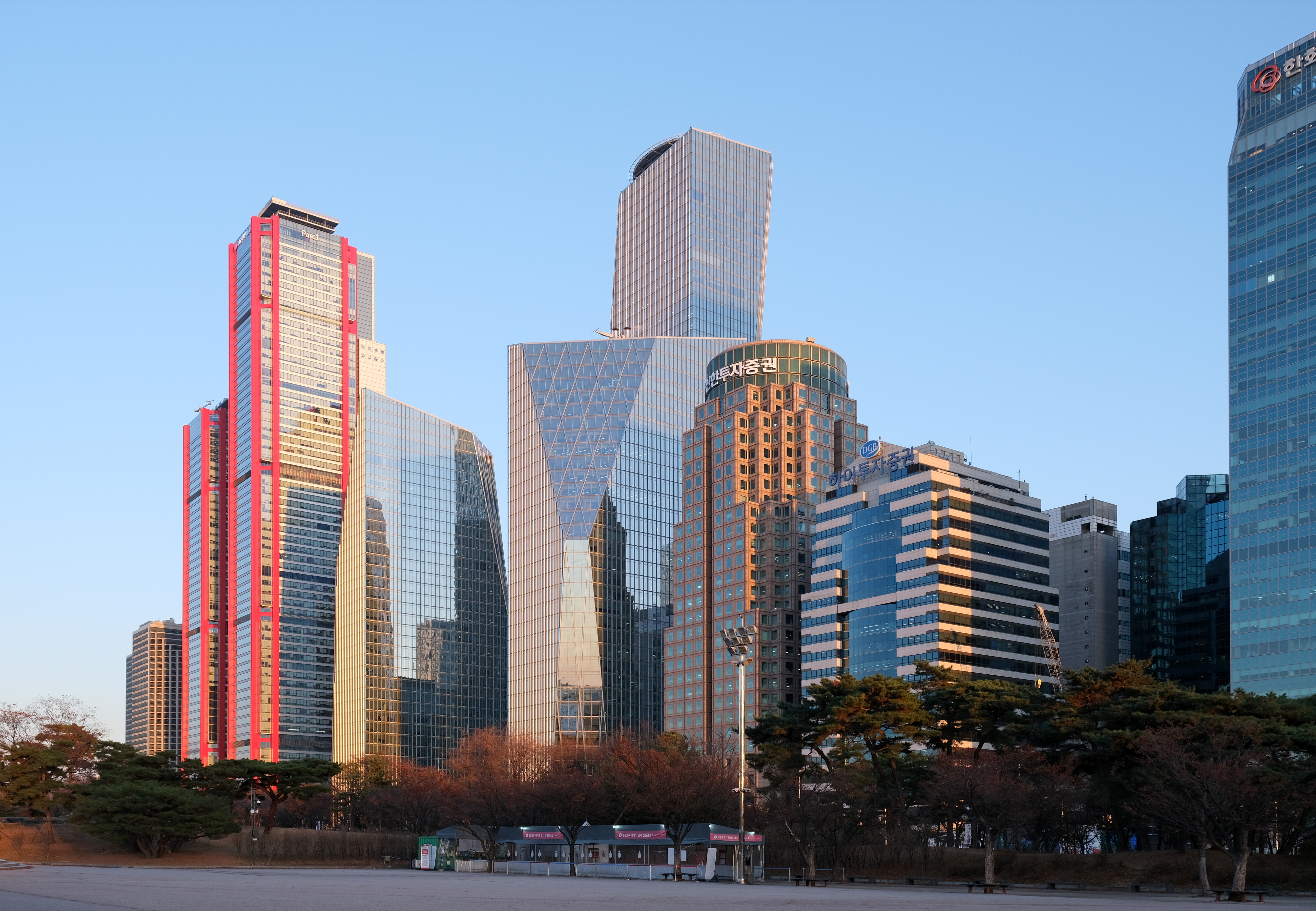
Ngày 1 tháng 11 năm 2022
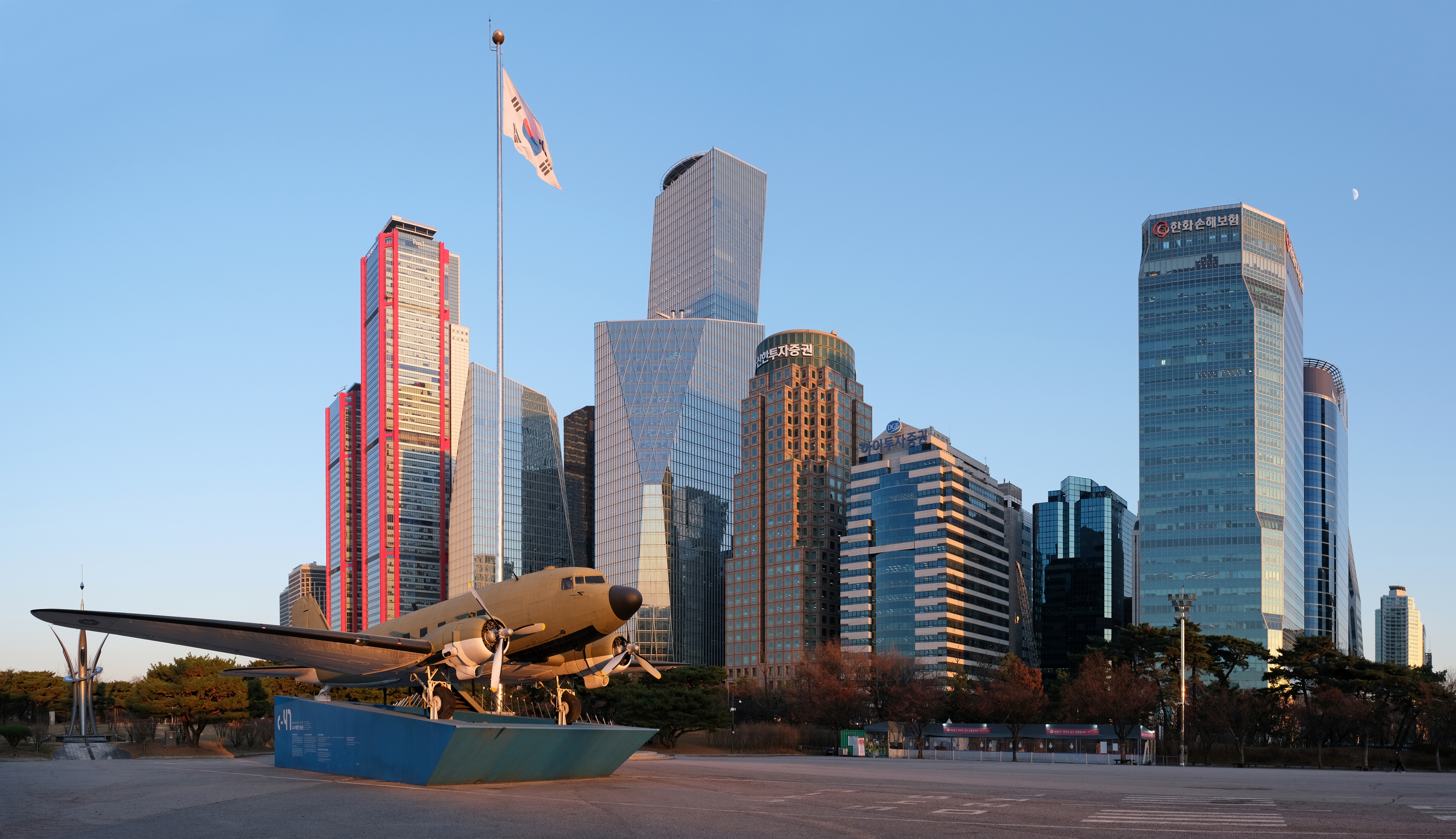
Ngày 1 tháng 11 năm 2022
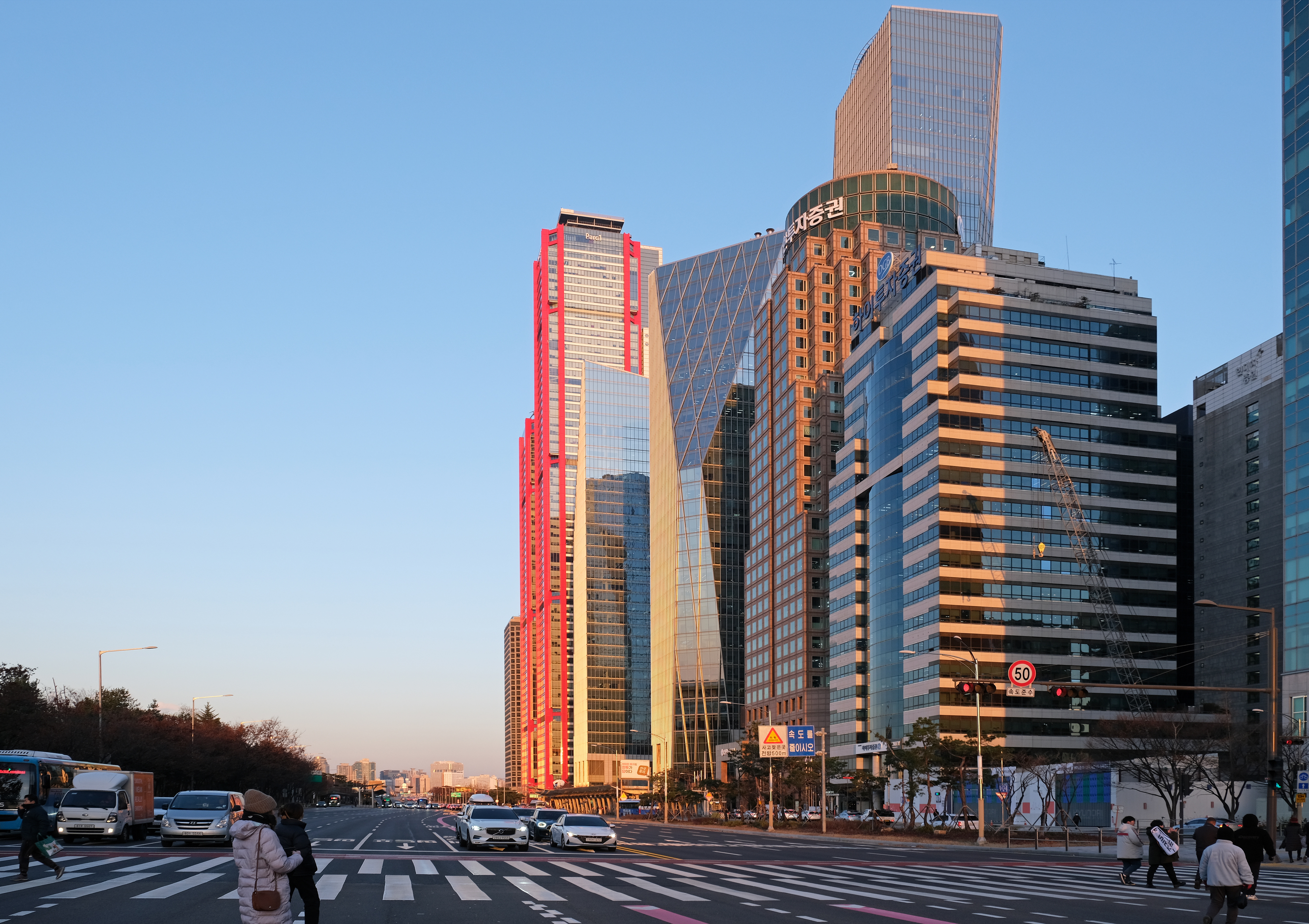
Ngày 1 tháng 11 năm 2022
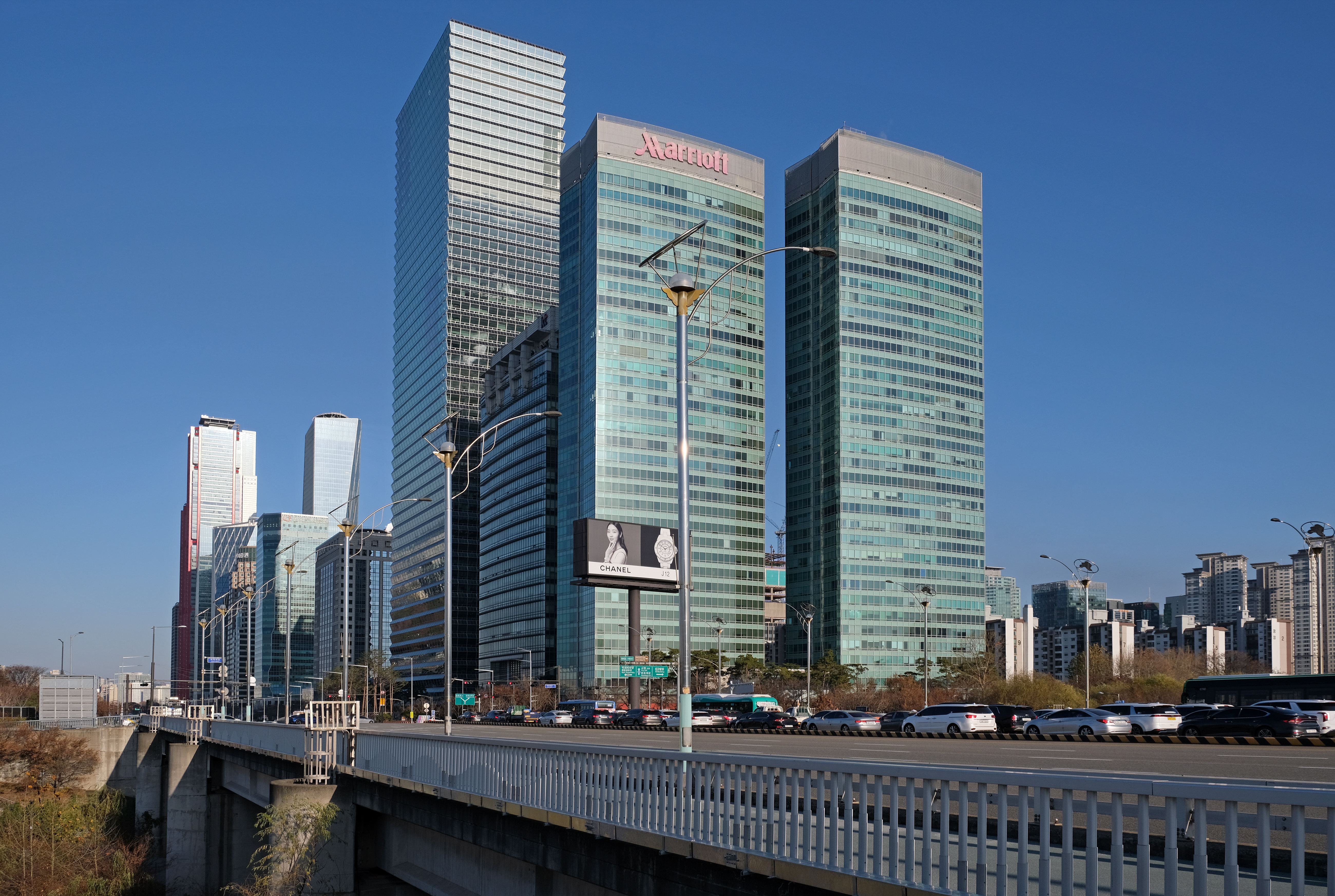
Ngày 1 tháng 11 năm 2022
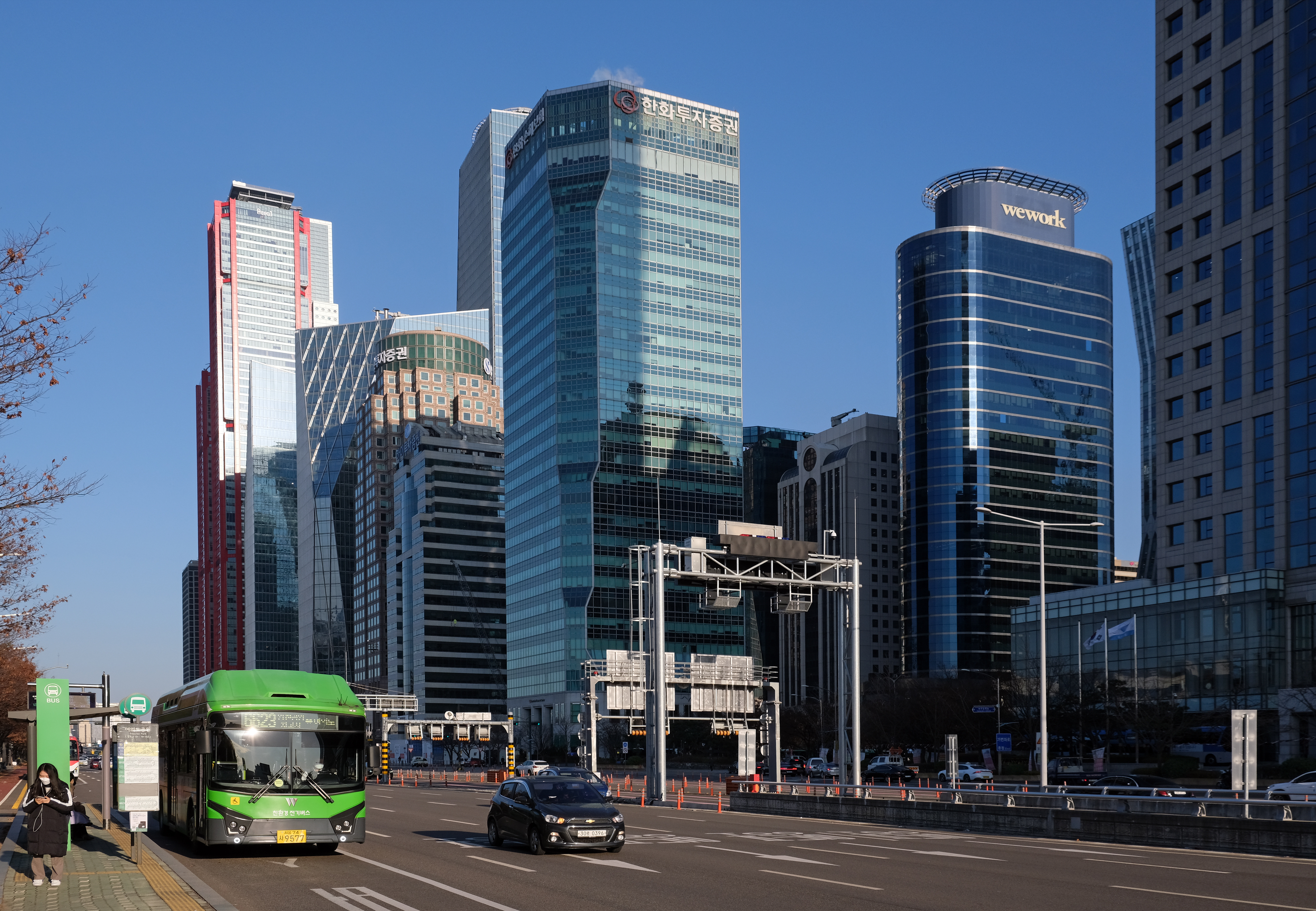
Ngày 1 tháng 11 năm 2022
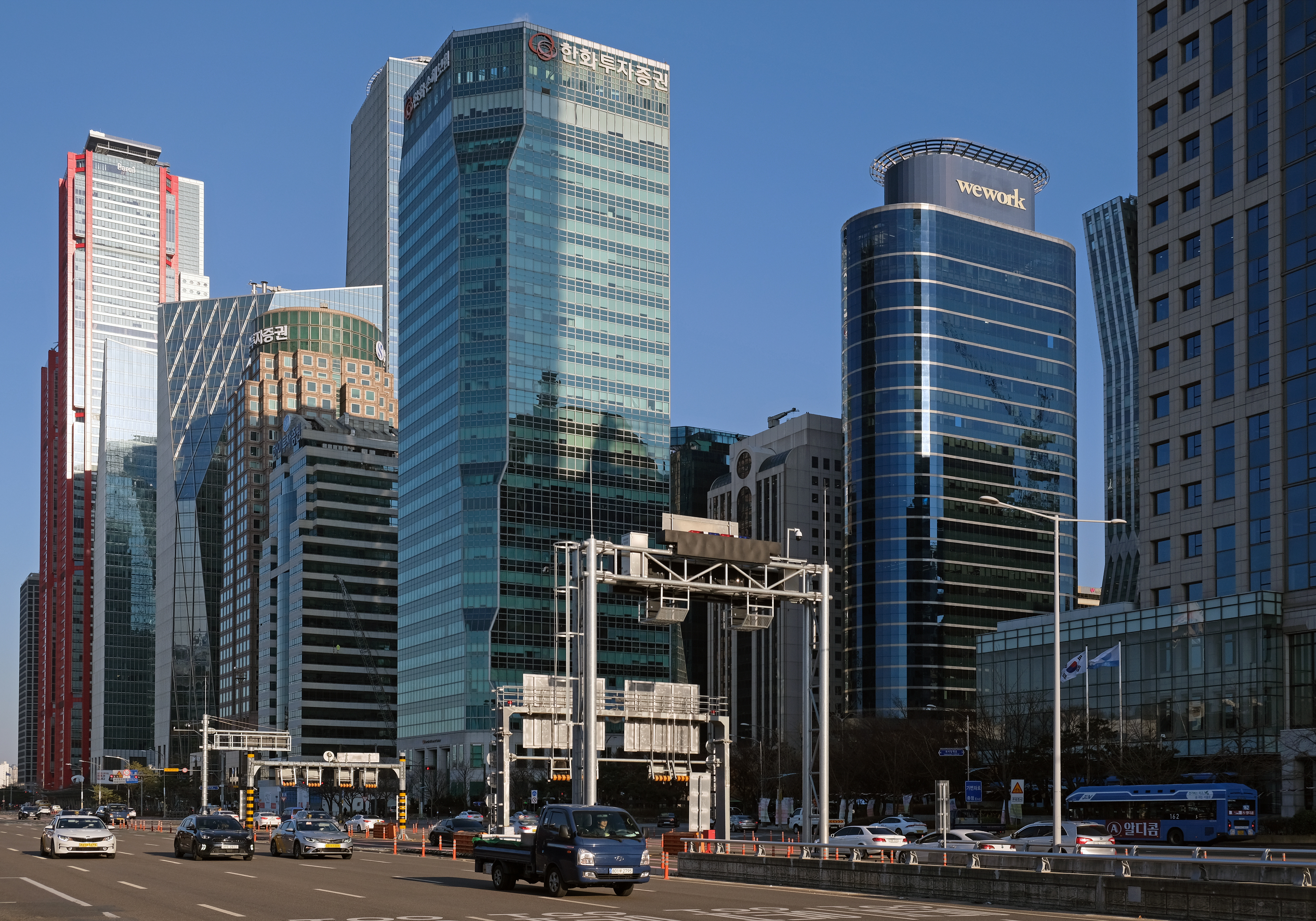
Ngày 1 tháng 11 năm 2022
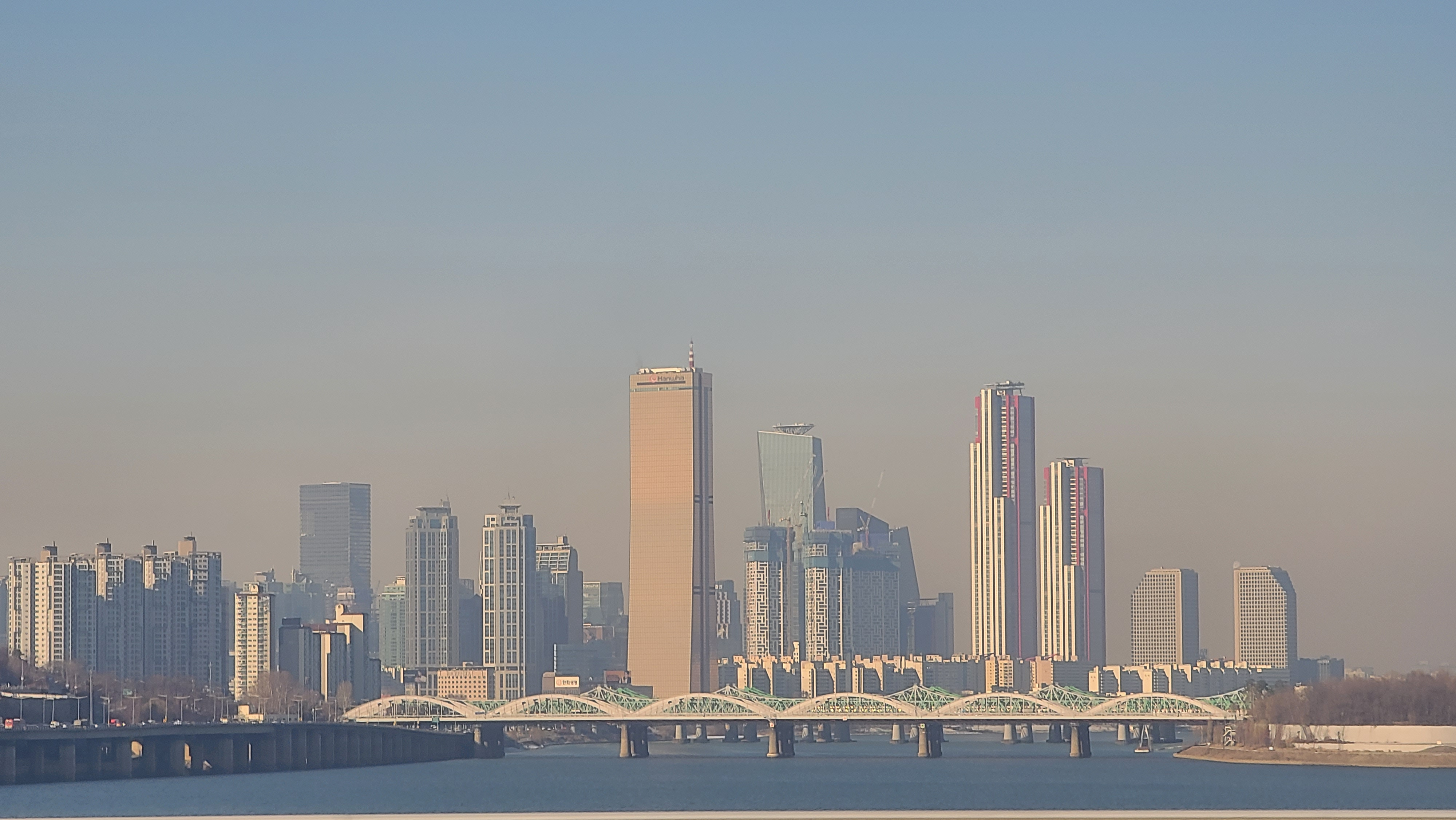
Ngày 20 tháng 12 năm 2022